# Arrel (botànica)

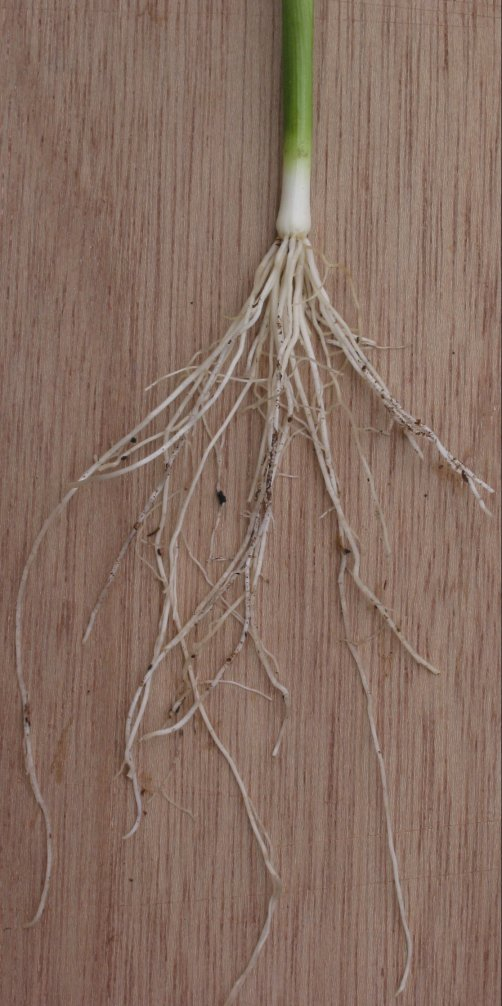
Arrels de porro

L'arrel, rel, raïl o arraïl és la part inferior d'una planta, generalment subterrània (fototropisme negatiu) i axiforme, que creix en sentit oposat al tronc (geotropisme positiu), desproveïda de fulles i òrgans de reproducció, sense cloroplasts i que serveix per a fixar la planta al sòl i absorbir-ne l'aigua i altres substàncies nutrients. Aquestes arrels subterrànies típiques mai no són visibles malgrat que poden arribar a representar fins a la meitat del volum total del vegetal i fan de suport dels òrgans aeris. A través de l'arrel circula la saba bruta cap a les fulles i la saba elaborada en totes direccions.
Algunes plantes tenen arrels comestibles, com ara la pastanaga, el rave, la xirivia, la bleda-rave i el nap, que no s'han de confondre amb els tubercles (com la patata), els rizomes (com el gingebre) o els bulbs (com la ceba i l'all), que són tiges subterrànies i no pas arrels. Hi ha plantes sense arrel i s'anomenen arrizes (pronunciat amb er vibrant).

## Origen de l'arrel

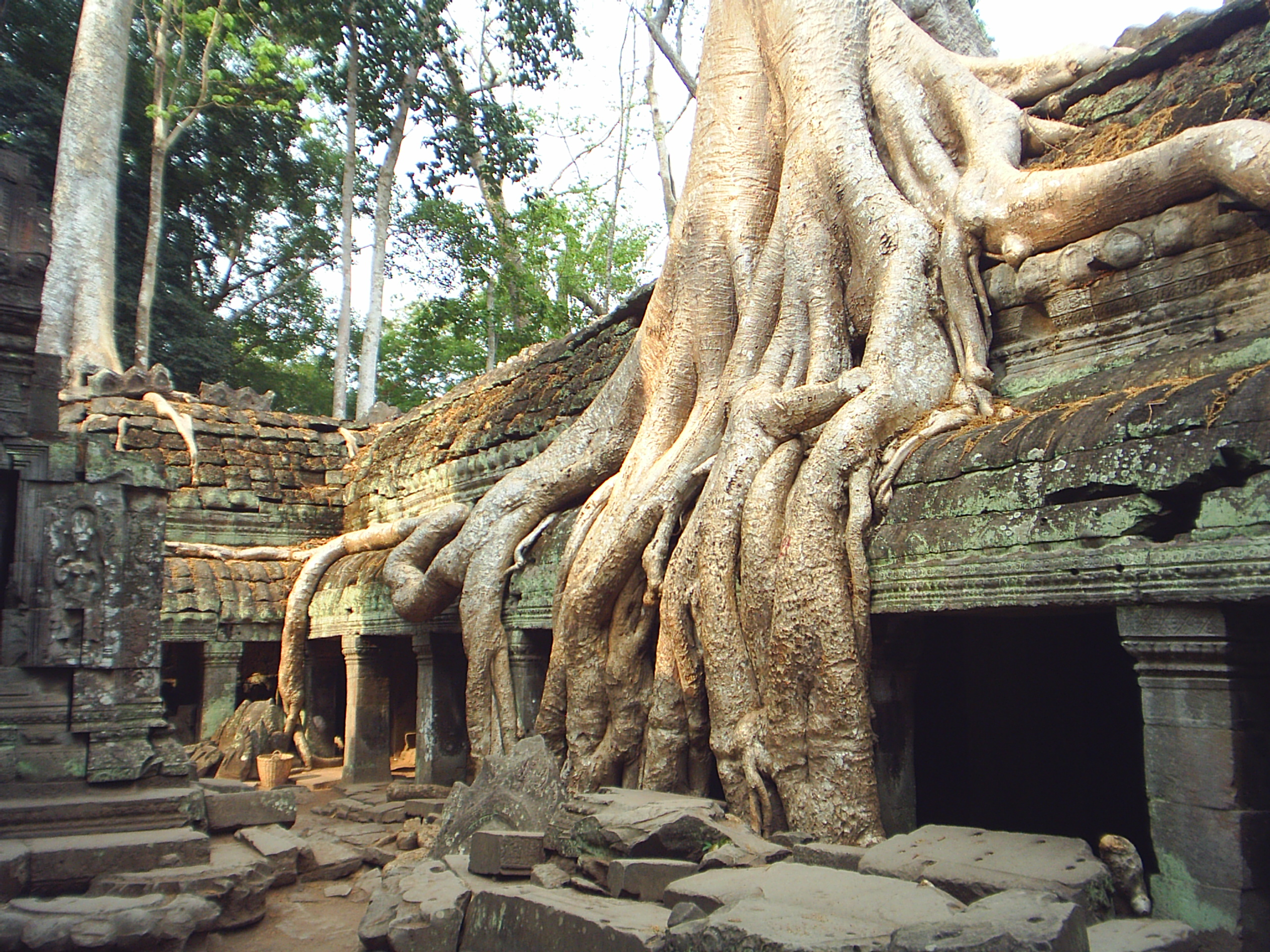
Arrels que envaixen un temple a Angkor.

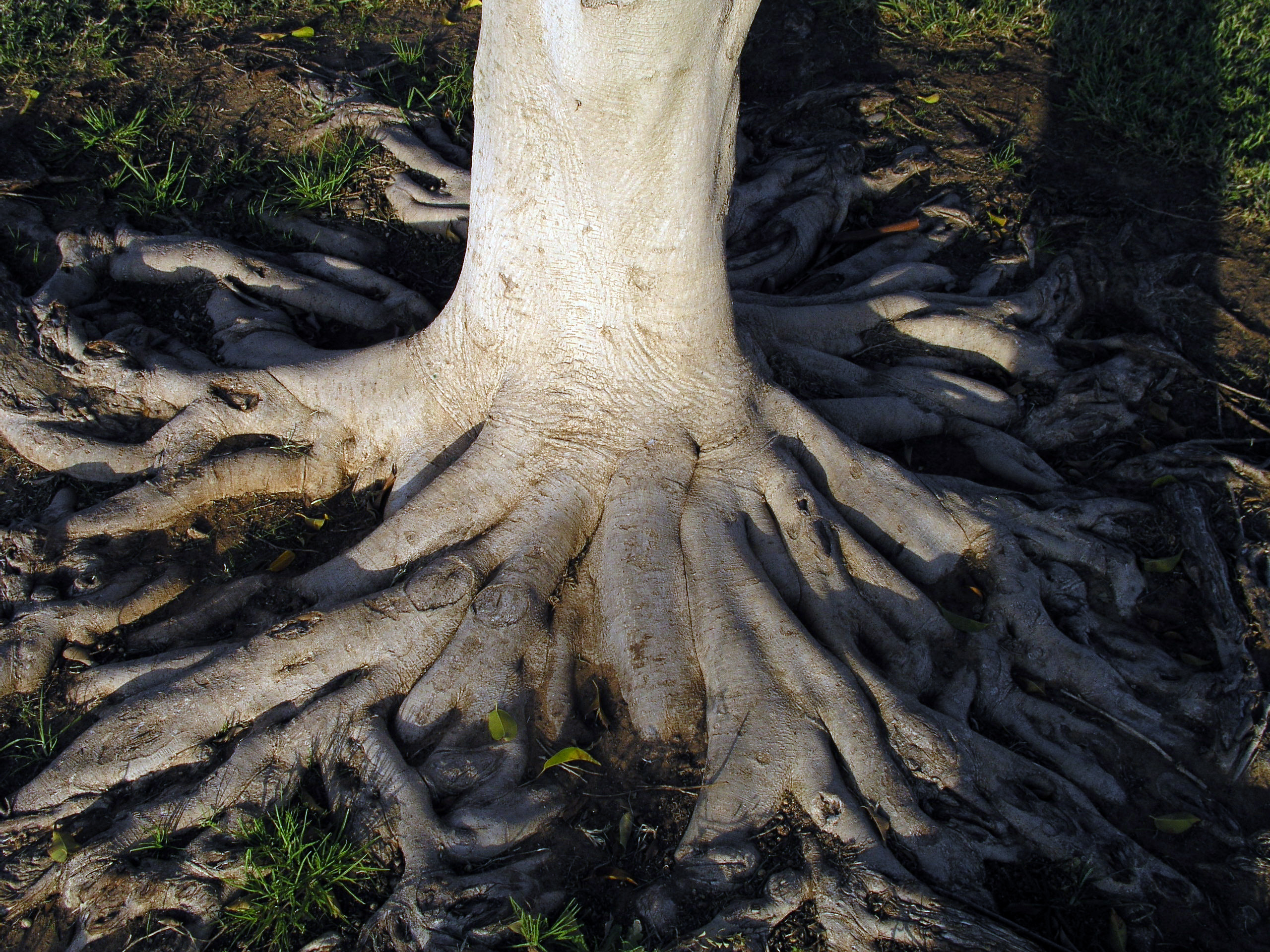
Sistema radical d'un arbre.

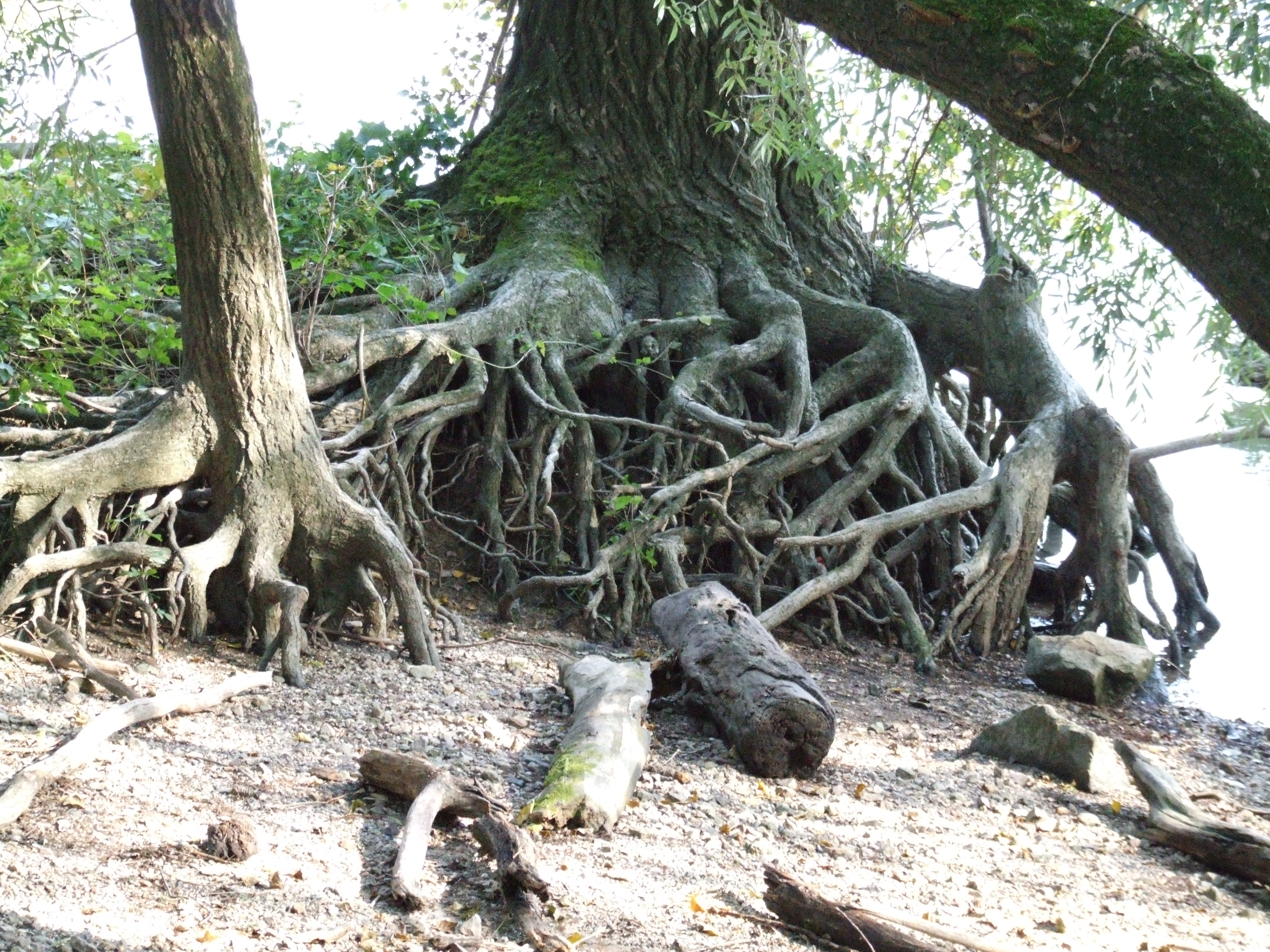
Arrels característiques d'un arbre situat a les planes del Vell Rin. No és només el canvi de les inundacions i la deshidratació, sinó també la interacció del sòl i la pèrdua de sòl, que ha posat al descobert una bona part de les arrels.

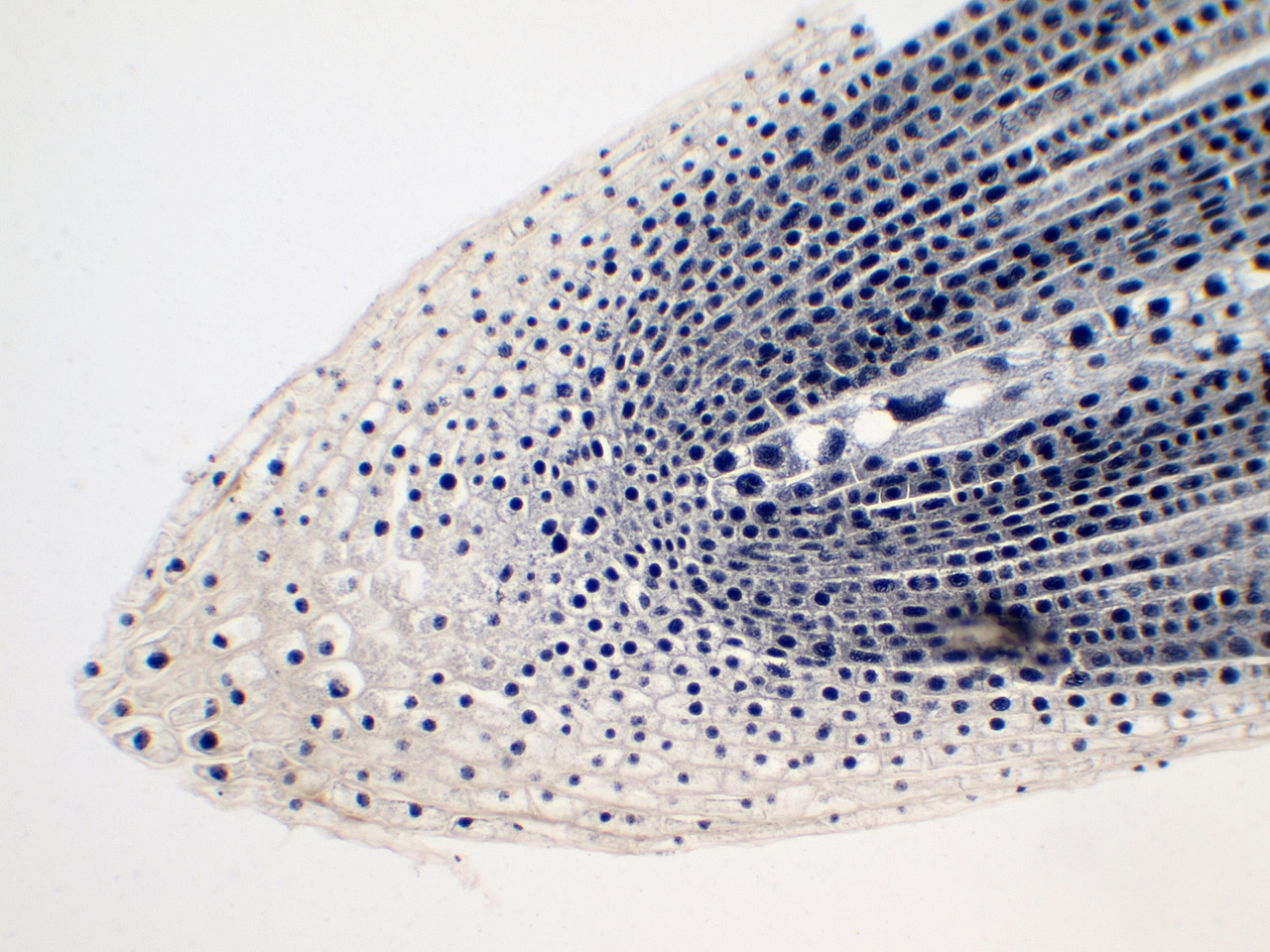
Àpex de l'arrel de l'all

L'arrel deriva de la radícula que és el primordi radical de l'embrió. La radícula es troba sota l'hipocòtil i té la punta dirigida envers el micròpil.

## Morfologia
Totes les rels -tant l'arrel principal com qualsevol de les seves ramificacions- presenten una marcada diferenciació longitudinal. El meristema apical o punt vegetatiu és intern, protegit contra el desgast que li produiria la penetració contínua en el sòl per la caliptra, un didal de cèl·lules suberitzades en renovació constant, gràcies a l'activa divisió de la rizodermis formada per cèl·lules meristemàtiques inferiors. Les altres cèl·lules del meristema apical donen les superiors, el cilindre central, que es diferenciarà més amunt en els teixits conductors, reunits per una medul·la, i les situades enmig, la part cortical, de paper protector i de reserva. A continuació de la zona meristemàtica, on predomina la divisió cel·lular, hi ha la zona de creixença, on es localitza l'allargament cel·lular. Des del punt de vista morfològic, cal destacar-ne les següents parts:

### Caliptra
A la punta de cada arrel en creixement, coneguda com a punt vegetatiu, hi ha una cobertura cònica anomenada caliptra, còfia o pilorriza. Normalment no és visible a simple vista i consisteix en teixit tou no diferenciat. La caliptra recobreix el teixit meristemàtic o de creixement protegint-lo mecànicament. Per la proliferació per mitosi s'originen les cèl·lules que, després de diferenciar-se, formen l'estructura adulta de l'arrel. Aquestes cèl·lules són destruïdes pel creixement de l'arrel i la fricció amb la terra, però són ràpidament substituïdes per cèl·lules noves generades per divisió cel·lular a la cara externa del meristema de l'arrel. La caliptra també està implicada en la producció de mucílag, que és una substància gelatinosa que cobreix les cèl·lules meristemàtiques acabades de formar. Aquestes cèl·lules contenen estatòlits, uns grans de midó molt densos, motiu pel qual es mouen avall per la força de la gravetat, i proporcionen a l'arrel la informació necessària per al creixement. Darrere del meristema hi ha encara parènquima, teixits vasculars i, en aquelles arrels que s'han d'engruixir en anys successius, meristemes romanents, responsables del creixement secundari.

### Rizodermis
La superfície externa de l'arrel s'anomena rizodermis o epidermis radical i és l'encarregada d'absorbir aigua del medi ambient circumdant. Aquesta epidermis té una part, coneguda genèricament com a regió pilífera, que produeix uns pèls radiculars que incrementen l'àrea d'absorció d'aigua. Els pèls radiculars són molt delicats i generalment tenen una vida curta, d'alguns dies. Per tal d'aconseguir la màxima eficàcia, aquestes cèl·lules tenen les membranes molt fines i s'allargassen notablement per incrementar la superfície activa d'absorció. Quan l'arrel creix produeix nous pèls radiculars per reemplaçar els que van morint. El procés que les plantes utilitzen per absorbir aigua del sòl s'anomena osmosi. L'osmosi és el procés que fa entrar l'aigua cap a l'arrel perquè a dins hi ha una major concentració de soluts (és a dir, de sals) que no pas al sòl. Per aquesta raó les plantes tenen molta dificultat per absorbir aigua salina.

### Còrtex
Sota l'epidermis trobem el còrtex, que comprèn la major part de l'arrel. La funció principal del còrtex és emmagatzemar midó. Els espais intercel·lulars en el còrtex permeten l'aireig de les cèl·lules, la qual cosa és molt important perquè respirin.

### Endodermis
L'endodermis és una capa prima formada per cèl·lules petites i es troba en la part més interior del còrtex, al voltant del teixit vascular. Les cèl·lules que integren l'endodermis contenen una substància anomenada suberina que serveix per a crear una espècie de barrera impermeable, coneguda com a banda de Caspari. L'aigua només pot fluir en una direcció a través de l'endodermis: cap endins, és a dir, cap al mig de l'arrel. Les substàncies dissoltes ingressen al cilindre central per mitjà de transport actiu. D'aquesta manera l'endodermis és un autèntic filtre que controla l'absorció a través de l'arrel. Així, encara que en el desplaçament des de l'epidermis fins al cilindre central l'aigua pot viatjar a través del citoplasma de les cèl·lules, la major part ho fa pels espais intercel·lulars; però en arribar a l'endodermis, només pot fer-ho a través del citoplasma de la cèl·lules.

### Cilindre vascular
El cilindre vascular o estela comprèn tot el que es troba dins de l'endodermis. La part externa s'anomenada també pericicle i envolta l'autèntic cilindre vascular. En les plantes monocotiledònies, el xilema i el floema estan distribuïts a l'atzar al voltant del mig del cilindre vascular. En les dicotiledònies, les cèl·lules del xilema estan juntes formant una sola estructura.

## Estructura de l'arrel
L'arrel pot presentar dos tipus d'estructura: l'estructura primària (Fig. 1) entre les plantes més joves, i l'estructura secundària (Fig. 2) entre les plantes més grans, però només en les dicotiledònies i les gimnospermes.

### Estructura primària
L'estructura anatòmica de les arrels joves d'un any té forma d'una creu i s'hi distingeixen dues àrees:
- l'escorça que consta de la rizodermis o regió pilífera i després una capa de cèl·lules suberificades i del parènquima cortical.
- el cilindre central on hi ha els teixits de transport de la saba de l'arrel a la resta de la planta. Alternen de manera circular feixos de vasos llenyosos i de vasos liberians, juntament amb la medul·la, dins el cilindre central, el qual és limitat per una capa de cèl·lules anomenada pericicle. El pericicle està en contacte amb la capa cortical més interna, l'endodermis.

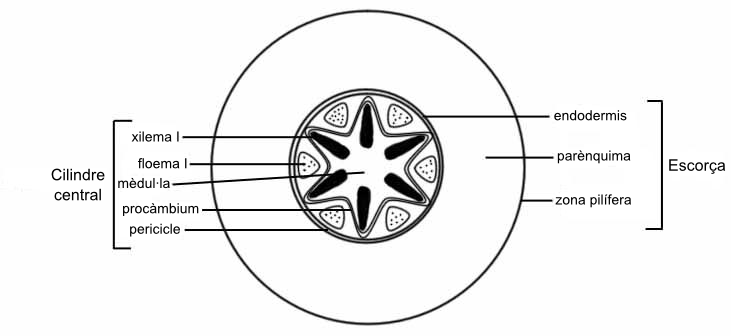
Fig. 1 : Estructura primària d'una arrel

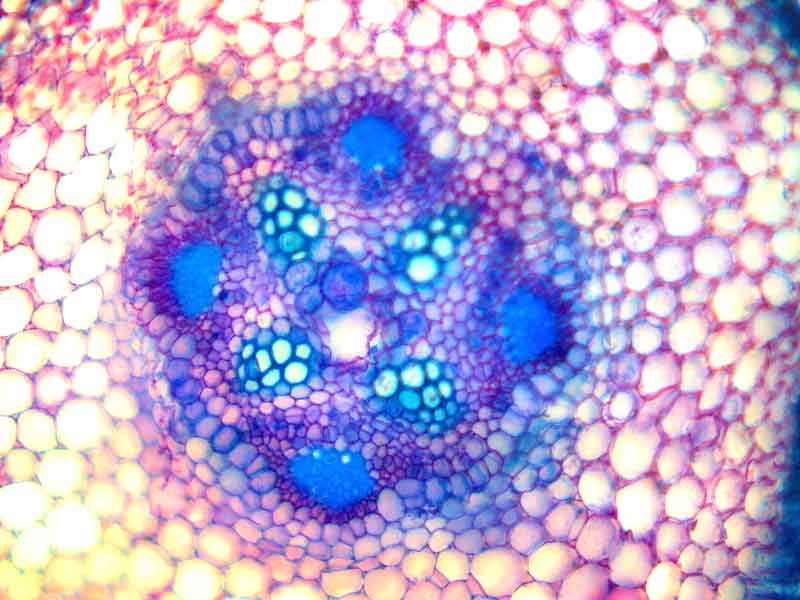
Fig 1 bis: Fotografia al microscopi de l'estructura primària d'una arrel de mongetera (Phaseolus).

### Estructura secundària
Aquesta estructura és pròpia de les plantes de diversos anys que presenten un creixement secundari, però mai en les monocotiledònies. En aquestes arrels més velles de les dicotiledònies entra en activitat un anell del cilindre central, anomenat càmbium, que origina vasos liberians per fora i vasos llenyosos per dins. A la capa cortical apareix un anell de fel·logen, que origina una capa protectora interna o fel·lodermis i una capa suberitzada externa. Tot aquesta part de l'arrel correspon a la regió suberosa que no té funció absorbent. En les monocotiledònies el xilema de l'arrel no és un cordó central sinó que el floema i el xilema alternen formant feixos que envolten una zona medul·lar disposada en el centre.

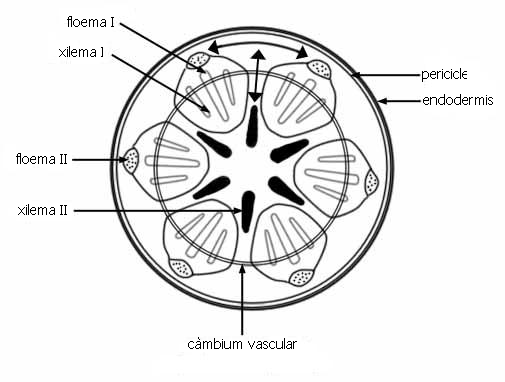
Fig. 2 : Estructura secundària d'una arrel completa

## Fisiologia de l'arrel

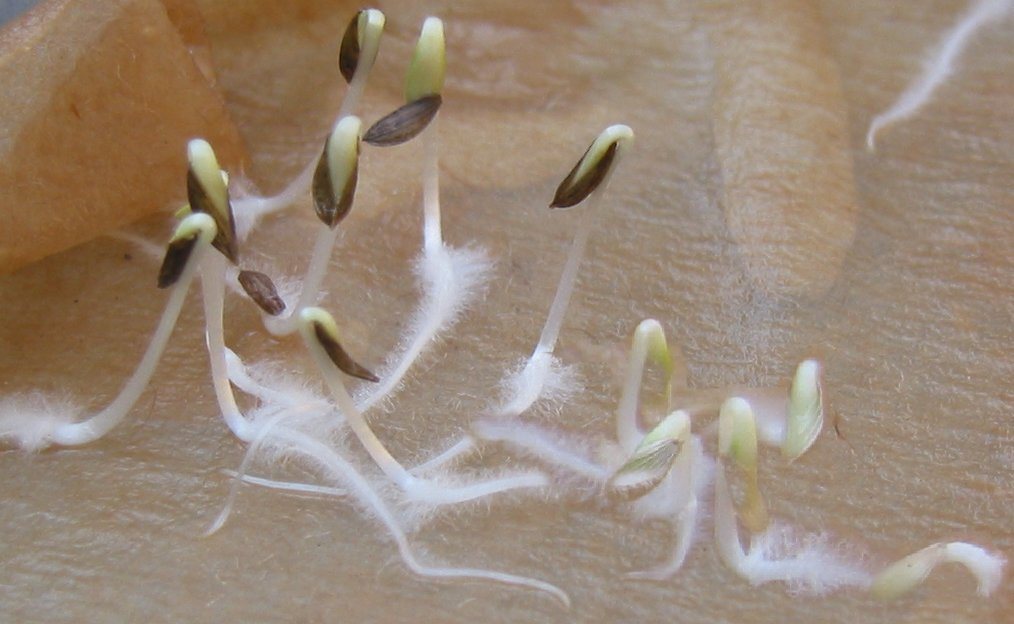
Llavors germinades amb la radícula plena de pèls absorbents.

Una de les funcions més importants de l'arrel és l'absorció d'aigua i sals minerals del sòl. Els pèls radicants es correspon gairebé exclusivament amb la zona absorbent de l'arrel pel que concerneix l'aigua, i de la zona pròxima a l'àpex pel que fa a les sals dissoltes. Aquests pèls radicals, que s'estenen pels porus del sòl immediats a l'arrel, absorbeixen per un procés d'osmosi l'aigua que uomple aquesta cavitat. Aquesta aigua, un cop a les cèl·lules de la rizodermis, penetra vers el cilindre central, principalment seguint les membranes cel·lulòsiques, que són força poroses, però també de les cèl·lules del parènquima cortical, a favor de llur pressió osmòtica creixent. Aquest és un fenomen passiu fins a arribar a l'endodermis. Les bandes de Caspary d'aquestes cèl·lules obliguen però l'aigua i les sals a travessar llurs protoplasts. La força que empeny l'aigua fins al parènquima de les fulles (sovint a molta alçada), és la pressió negativa originada per la transpiració de les fulles, i transmesa a l'arrel mercès a la cohesió molecular d'aquesta aigua i que rep el nom d'absorció passiva. Però les arrels realitzen també una altra absorció, que implica despesa d'energia i que, en contraposició rep el nom d'absorció activa, i que sol tenir importància quan, per saturació de l'aire, la planta transpira poc. Aquest fet explica el fenomen de la gutació. Les sals del sòl, mobilitzades per dissolució, per intercanvi, per simple contacte o amb l'ajut de l'àcid carbònic després per l'arrel, són en part arrossegades pel corrent de transpiració. Bàsicament, però, l'arrel és capaç de concentrar els ions que l'interessen, encara que es trobin molt diluïts, mitjançant un bombament actiu basat en mecanismes de selecció i de transport existents a la membrana, els quals treballen amb despesa d'energia. Per això les arrels involucrades en processos d'absorció consumeixen nutrients i oxigen (coneguda com a respiració salina) i exigeixen sòls mínimament airejats.

## Funcions de l'arrel

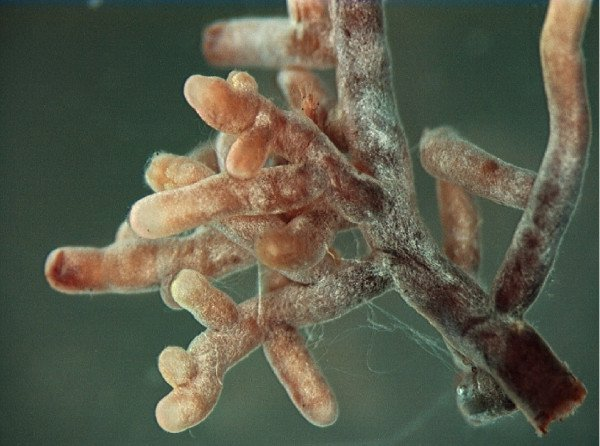
Micorrizes d'una arrel

L'arrel és un òrgan vital per a la planta i que té diverses funcions:
- Ancora la planta a la terra en funció del substrat. Així un roure desenvolupa un sistema d'arrels en profunditat, mentre que un àlber té un sistema radicular molt superficial.
- Absorbeix l'aigua i els nutrients del sòl, i els transporta a la resta de la planta per al seu creixement i a les fulles per a la fotosíntesi mitjançant, bàsicament, el fenomen de l'evapotranspiració.
- Acumula reserves per esmorteir l’efecte de falta esporàdica de nutrients.
- Estableix complexes associacions simbionts amb microorganismes (bacteris i fongs) que permeten, per exemple, la fixació de nitrogen atmosfèric o ajuden a la solubilització del fòsfor de sòl.
- Crea sòl, perquè els enzims i molècules secretades per les arrels i els seus mantells simbiòtics, contribueixen a la formació del terreny. Les arrels de molts arbres segreguen àcids orgànics prou potents per erosionar la pedra calcària i afavorir la formació d'humus.
- Comunica els exemplars entre si. Algunes espècies d'arbres poden fer anastomosi de les seves arrels als arbres de la mateixa espècie. Aquestes anastomosis poden ajudar a una soca d'arbre greument ferida a sobreviure i resistir millor a l'erosió dels sòls, amb un important avantatge evolutiu. Quan la connexió no és directament física, les comunicacions es poden dur a terme a través de les micorrizes.

## Tipus d'arrels

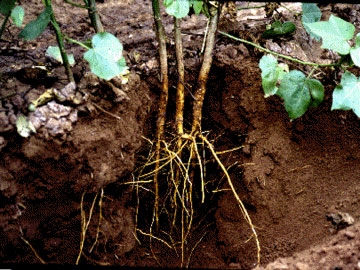
Arrels del cotó de tipus axonomorf.

### Segons el seu origen
- Arrel principal que prové de la radícula de l'embrió i fa de clau que s'endinsa a terra.
- Arrels adventícies que provenen de teixits madurs interns. Es produeixen espontàniament en els nusos, pel cantó de la tija que toca terra i abundosament en tota mena de rizomes.

### Segons la forma
- Axonomorfa, que és la que té un eix principal més desenvolupat que els laterals i és pròpia de les gimnospermes i les dicotiledònies. Aquest tipus de desenvolupament del sistema radical s'anomena al·lorízia.
- Fasciculada que és aquella en què les arrels secundàries creixen tant o més que la principal i és pròpia de les monocotiledònies. Quan el sistema radical es desenvolupa d'aquesta manera, es diu que presenta homorízia.

### Segons la ramificació
- Rel principal formada per la creixença de la radícula de l'embrió de la llavor i consta d'un eix de forma cilindrocònica i de creixement vertical i desenvolupament preponderant.
- Rels secundàries ramificacions de creixement oblic i laterals més primes que la principal. Aquestes s'ordenen en rengleres a tota la llargada de la rel principal i no creixen verticalment terra endins, sinó que formen amb aquesta angles diversos, constants en cada espècie.
- Radicel·les són el conjunt de rels terciàries, quaternàries, etc.

### Segons on es desenvolupin
- Hipògea: sota terra.
- Aquàtica: dins l'aigua.
- Epígea o aèria: en l'aire, com les orquídies epífites d'altres plantes.

### Segons la seva especialització
- Tubercles radicals: són arrels engruixides i carnoses i carregades de nutrients. Presenten tubercles radicals moltes espècies d'orquidàcies i les de la dàlia, que es diferencien dels veritables tubercles per l'absència de gemmes.
- Arrels napiformes: són les arrels principals engruixides que s'especialitzen a emmagatzemar substàncies de reserva; la pastanaga (Daucus carota), el nap (Brassica napus) i el rave (Raphanus sativus) en són exemples.
- Arrels caulògenes: són rels aèries, curtes i rígides d'algunes plantes enfiladisses que s'arrapen a les parets i a les tiges, com les de l'heura (Hedera helix).
- Arrels xucladores: són típiques de plantes paràsites i tenen una estructura força simplificada, transformada en un xuclador (haustori) que penetra en els teixits vius d'altres plantes i n'absorbeix les substàncies nutritives; el vesc (Viscum album) n'és un típic exemple, a més de la Cuscuta i els frares (Orobanche)
- Arrels adventícies: són arrels que poden aparèixer accidentalment per diferenciació del càmbium allà on alguna part de la tija toca a terra, i també, de manera normal, sobre les tiges prostrades, a l'extrem dels estolons, etc. És freqüent en moltes gramínies que les arrels adventícies apareguin en el nus o els nusos inferiors, i originin així arrels fasciculades, algunes de les quals, quan són aèries, poden col·laborar al suport de la tija com és el cas singular del moresc.
- Arrels paliformes (o fúlcries): són molt típiques del ficus de l'Índia o dels manglars i poden esdevenir a manera de puntals per aguantar-se en substrats mòbils.
- Arrels aèries: molts epífits de països tropicals humits presenten aquest tipus d'arrel que no arriba a terra. Fixen la planta i poden absorbir aigua de pluja, rosada, etc., amb l'ajut, en molts casos, d'un teixit absorbent com per exemple el velamen de les orquídies.
- Arrels respiratòries o pneumatòfors: alguns arbres que viuen en sòls humits, pobres en oxigen, emeten ramificacions verticals de les arrels que creixen cap amunt i arriben a sobresortir de la superfície del sòl.

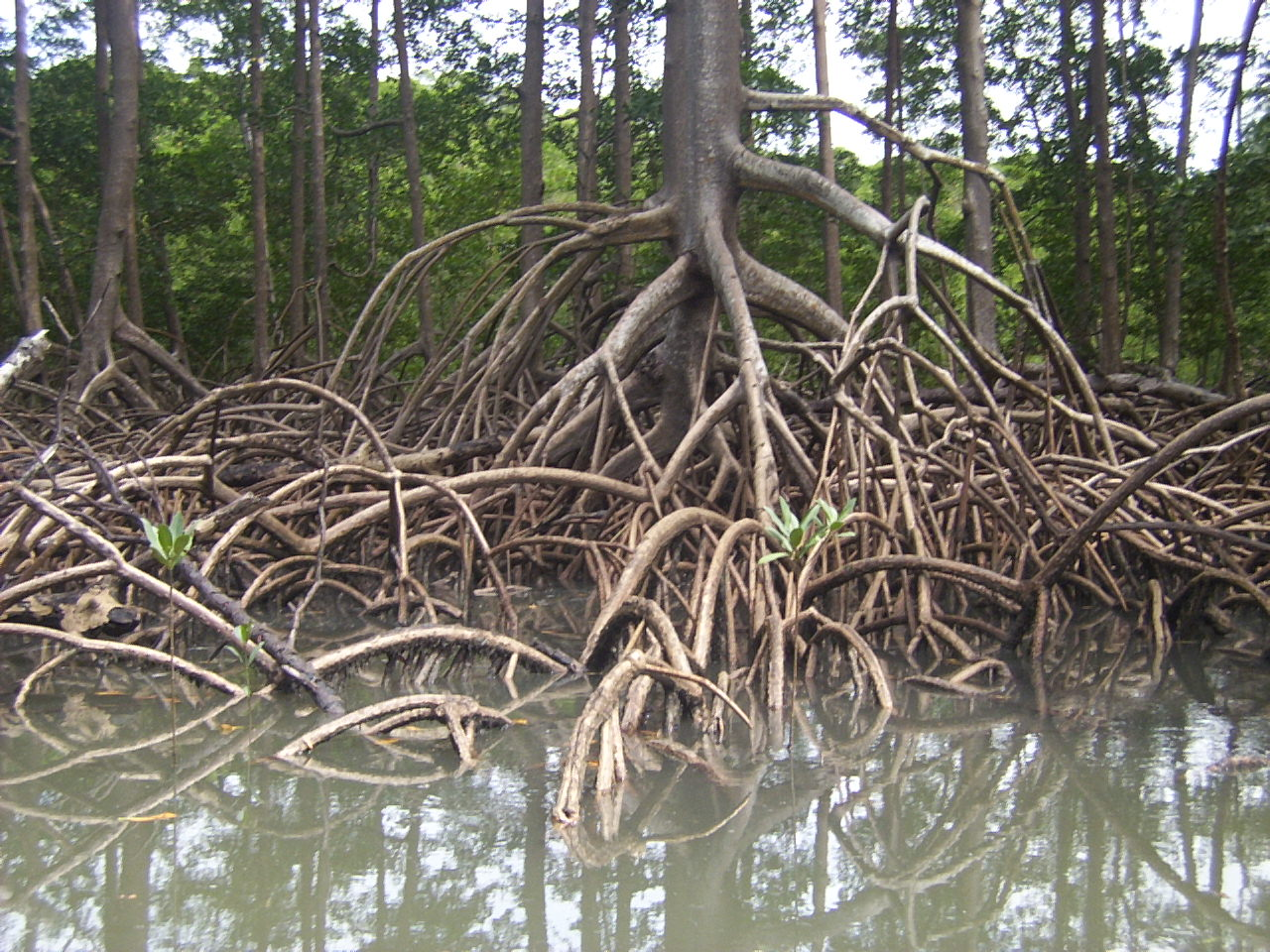
Arrels paliformes de manglars.
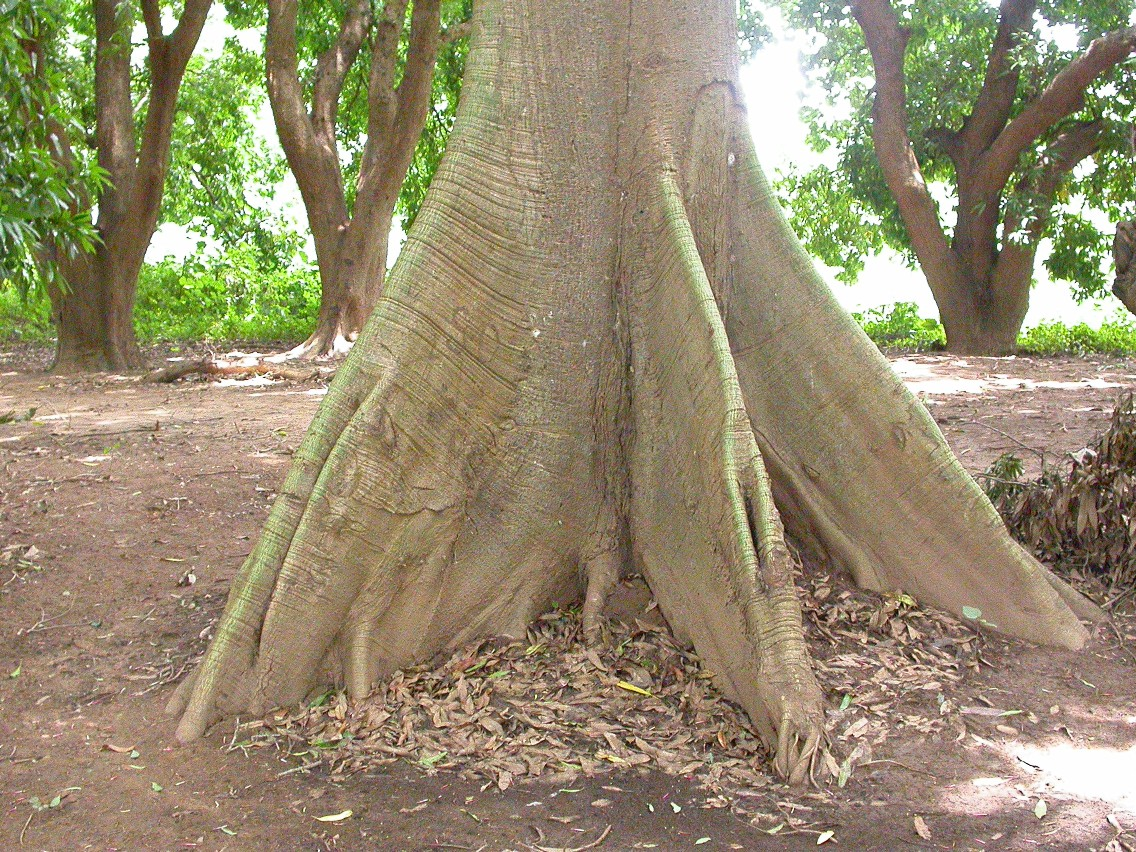
Arrels paliformes o fúlcries.
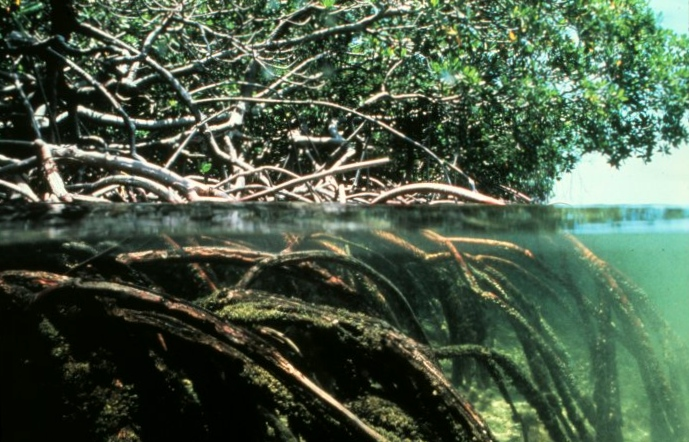
Arrels aquàtiques de manglars.
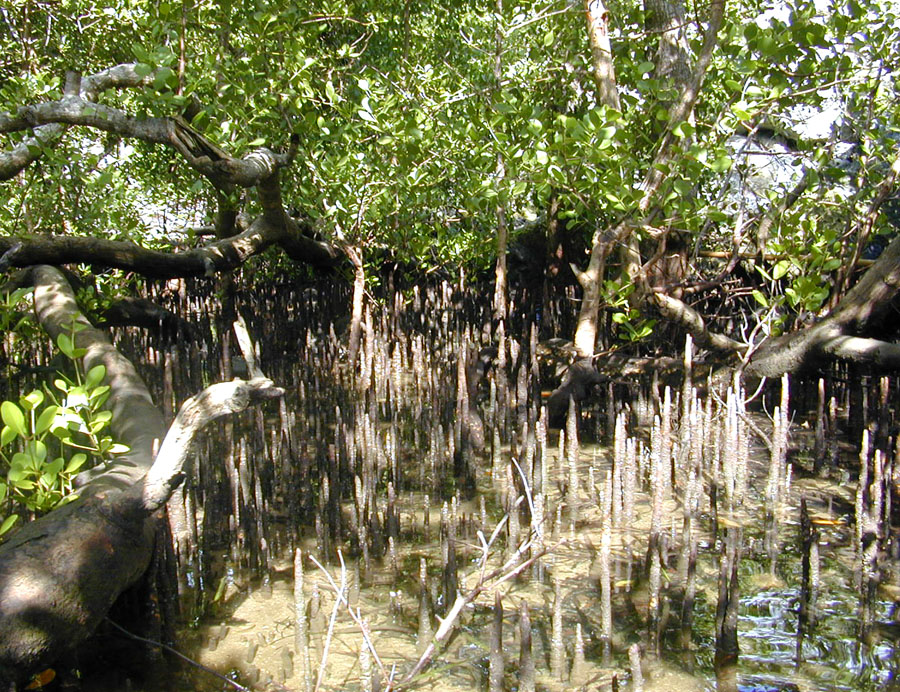
Arrels respiratòries o pneumatòfors.

## Importància econòmica

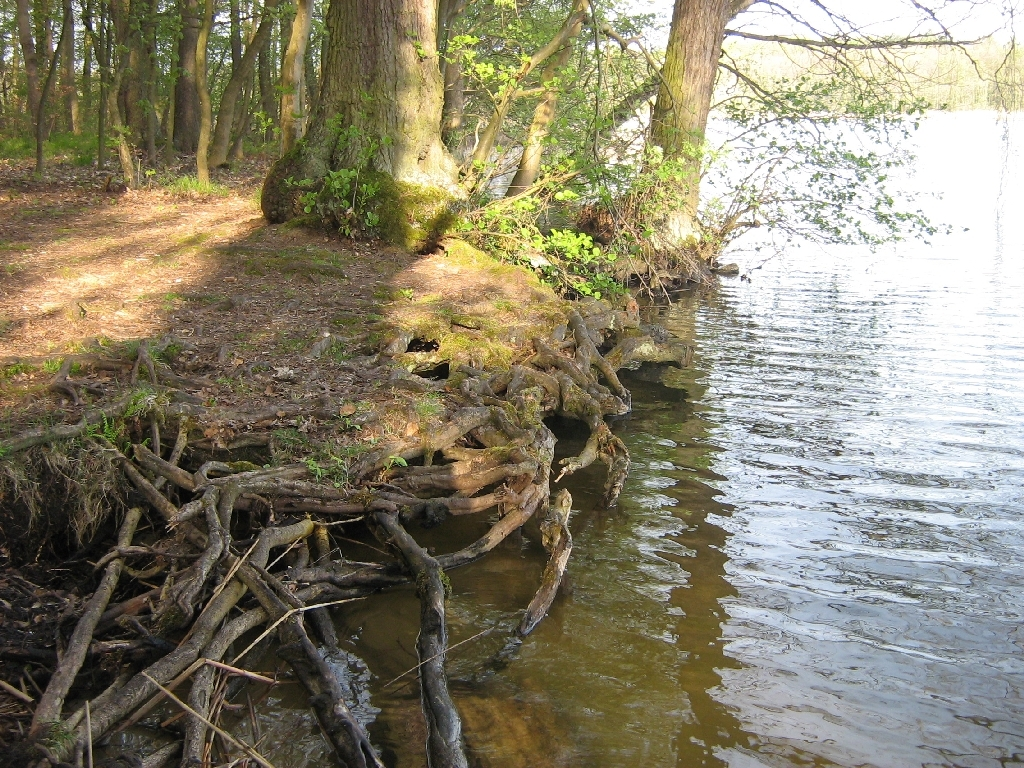
Arrels fixant el terreny al marge d'un riu.

Moltes arrels són comestibles com la tapioca, el moniato, la remolatxa, la pastanaga, el nap, la xirivia, el rave i el nyam, entre d'altres. Espècies culinàries obtingudes a partir d'arrels inclouen el sassafràs, l'angèlica, la sarsaparrella i la regalèssia. La remolatxa sucrera és una important font de sucre i les arrels dels nyams són una font de compostos d'estrogen utilitzat en les píndoles anticonceptives. L'insecticida rotenona s'obté a partir d'arrels de plantes del gènere Lonchocarpus. Plantes medicinals importants tenen com a droga les seves arrels com les del ginseng, la tora, la ipecacuana, la genciana i la rauvòlfia. Diversos llegums permeten la fixació del nitrogen atmosfèric als nòduls de les arrels mitjançant fongs i bacteris simbiòtics i s'utilitzen com a adob verd i fertilitzant de nitrogen per a altres conreus. La propagació vegetativa de les plantes a través de propàguls depèn de la formació d'arrels adventícies. Centenars de milions de plantes s'han propagat a través d'esqueixos incloent el crisantem, la ponsètia i el clavell, entre moltes altres plantes ornamentals o no. Les arrels també poden protegir el medi ambient mitjançant la compactació dels sòls per evitar l'erosió del terreny.
Per contra, les arrels dels arbres poden destruir les voreres de zones urbanitzades amb arbres i aixafar o obstruir les canonades soterrades. Les arrels aèries d'alguns Ficus han malmès temples maies antics a l'Amèrica Central i el temple d'Angkor a Cambodja.

## Origen de les tres denominacions
Totes tres, arrel, rel i raïl, provenen del substantiu llatí RADICEM, que evoluciona fins a la forma raïu, pròpia del català antic. La u consonàntica final, per hipercorrecció, es converteix en la consonant lateral (el mateix fenomen que va convertir malaut (de MALE HABITVM) en malalt i deume (de DECIMVM) en delme) i esdevé raïl, que és tal com es diu en el parlar valencià i en l'ebrenc. El pas següent fou la monoftongació de les vocals a i i, que esdevingueren una e oberta (tal com va passar en francès, en què mais (de MAGIS) es pronuncia ['me]): ja tenim que raïl s'ha convertit en rel. Finalment es produeix l'epèntesi de la a inicial perquè els parlants interpreten la rel com si fos l'arrel, per un fenomen d'homofonia.

## Il·lustracions

### Exemples de talls histològics

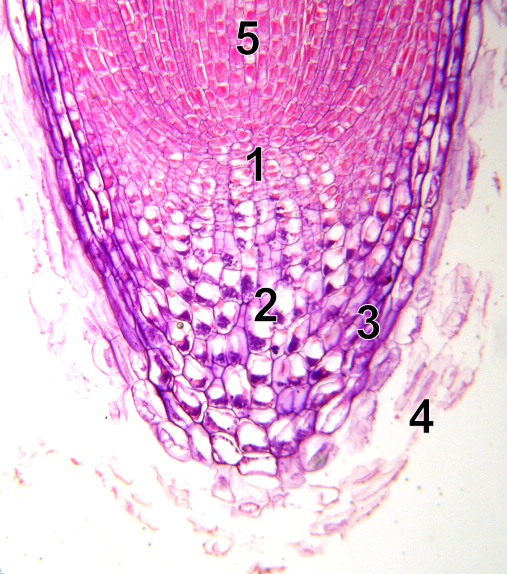
Punta d'una rel al microscopi
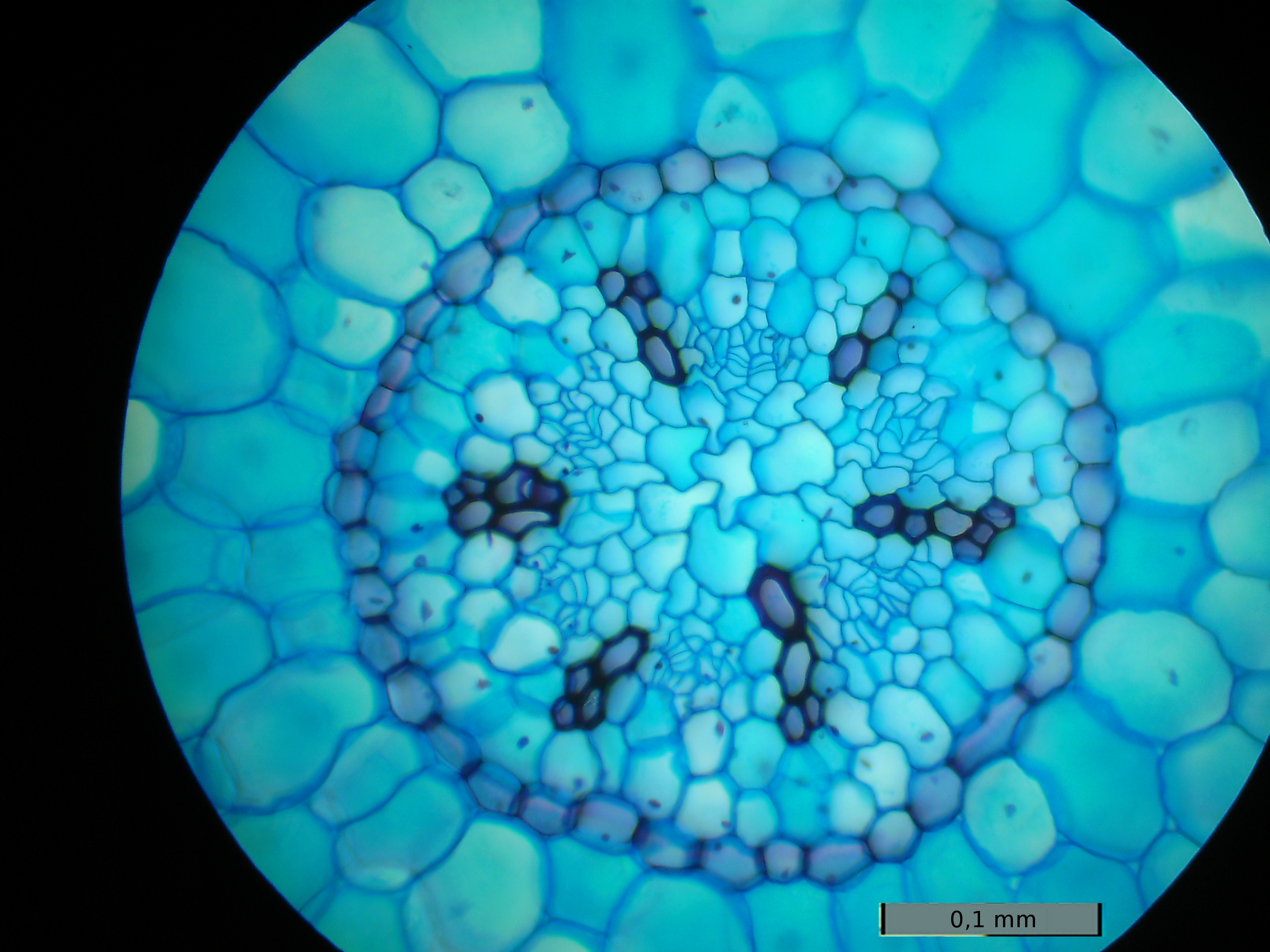
Estructura de Ranunculus ficaria
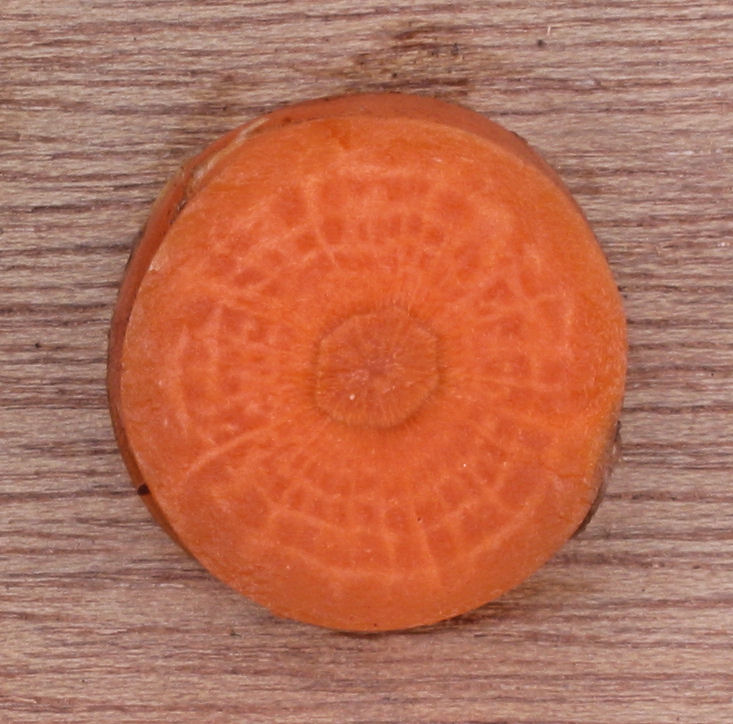
Tall d'una pastanaga

### Exemples d'arrels napiformes comestibles

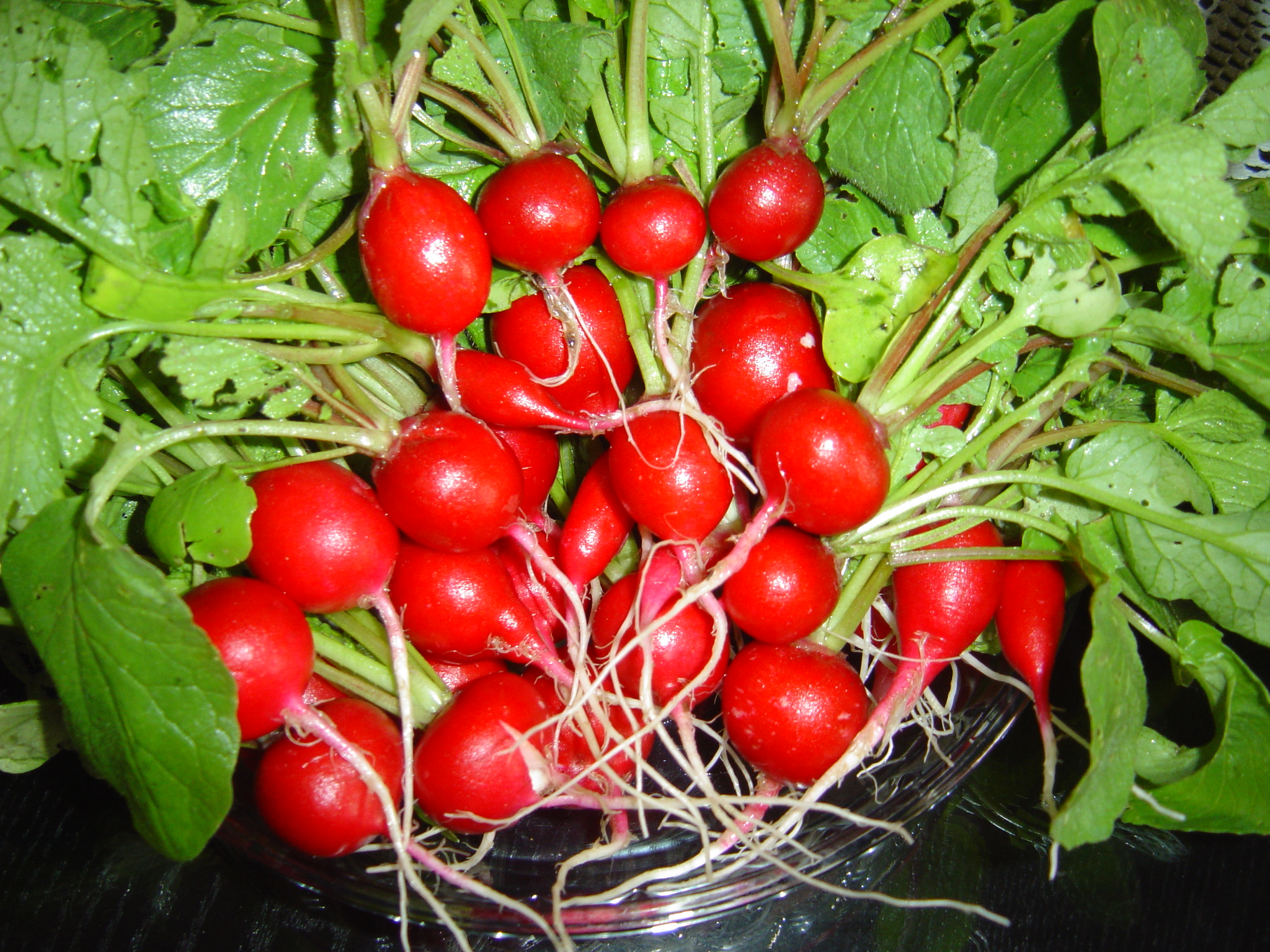
Raphanus sativus
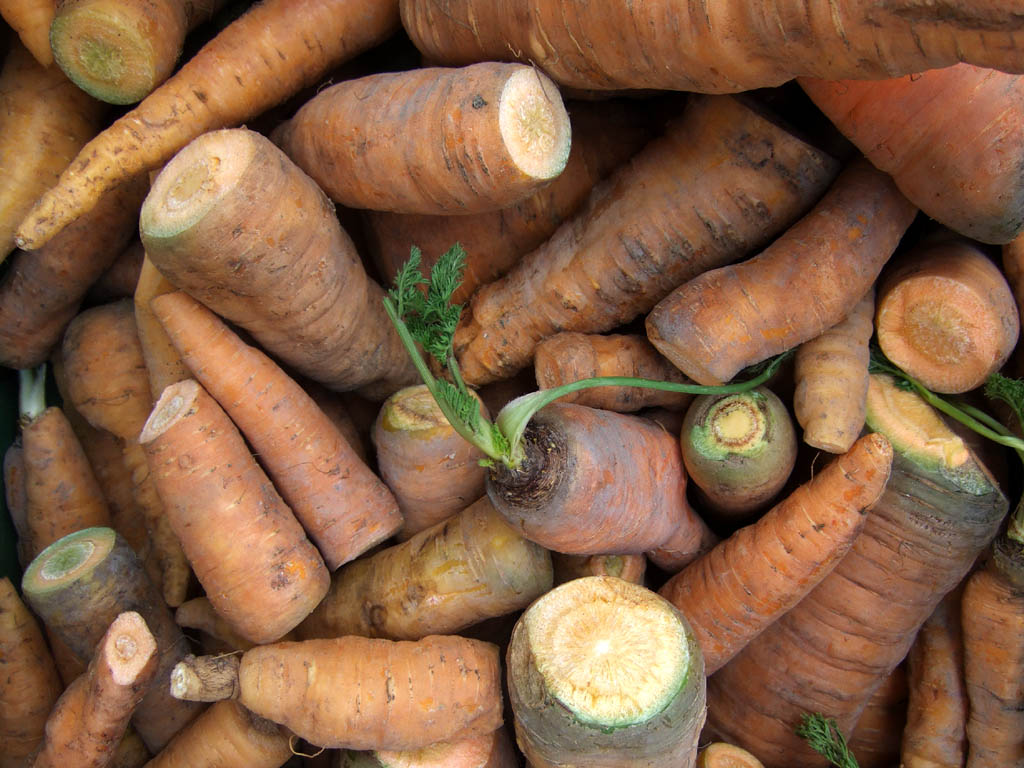
Daucus carota
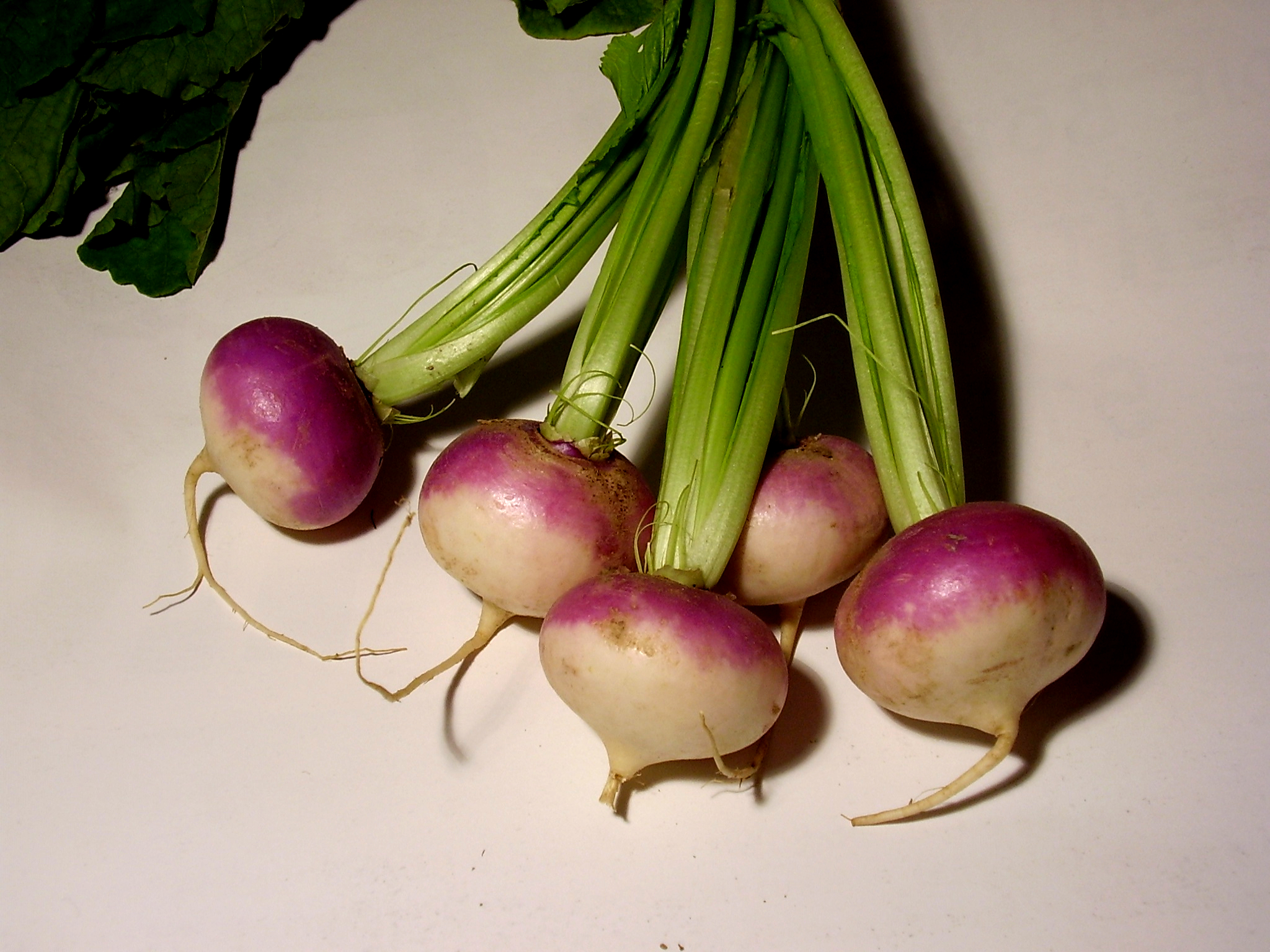
Brassica rapa

### Exemples d'arrels amb funció de suport a l'erosió

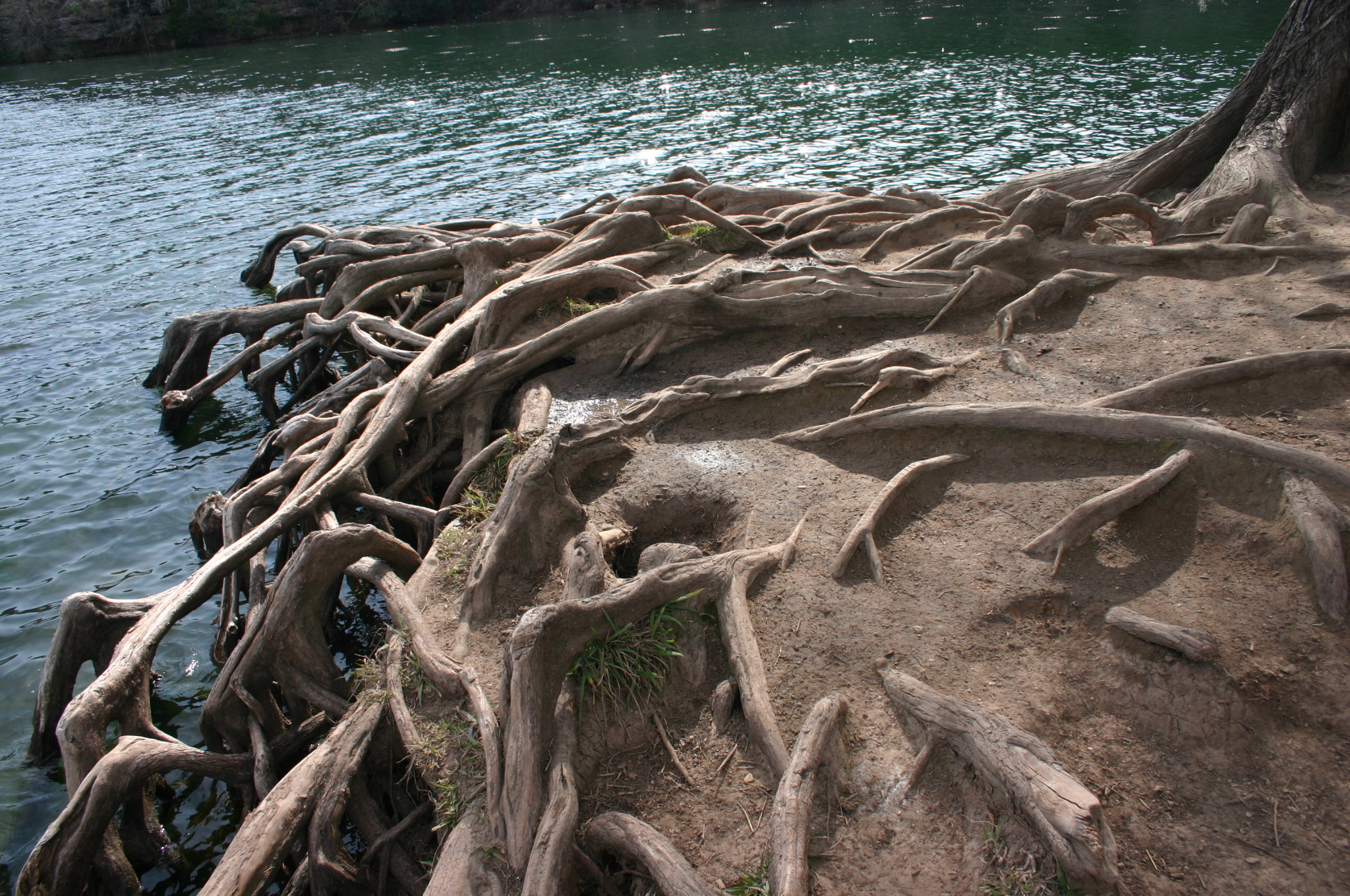
Berge Suport a l'erosió
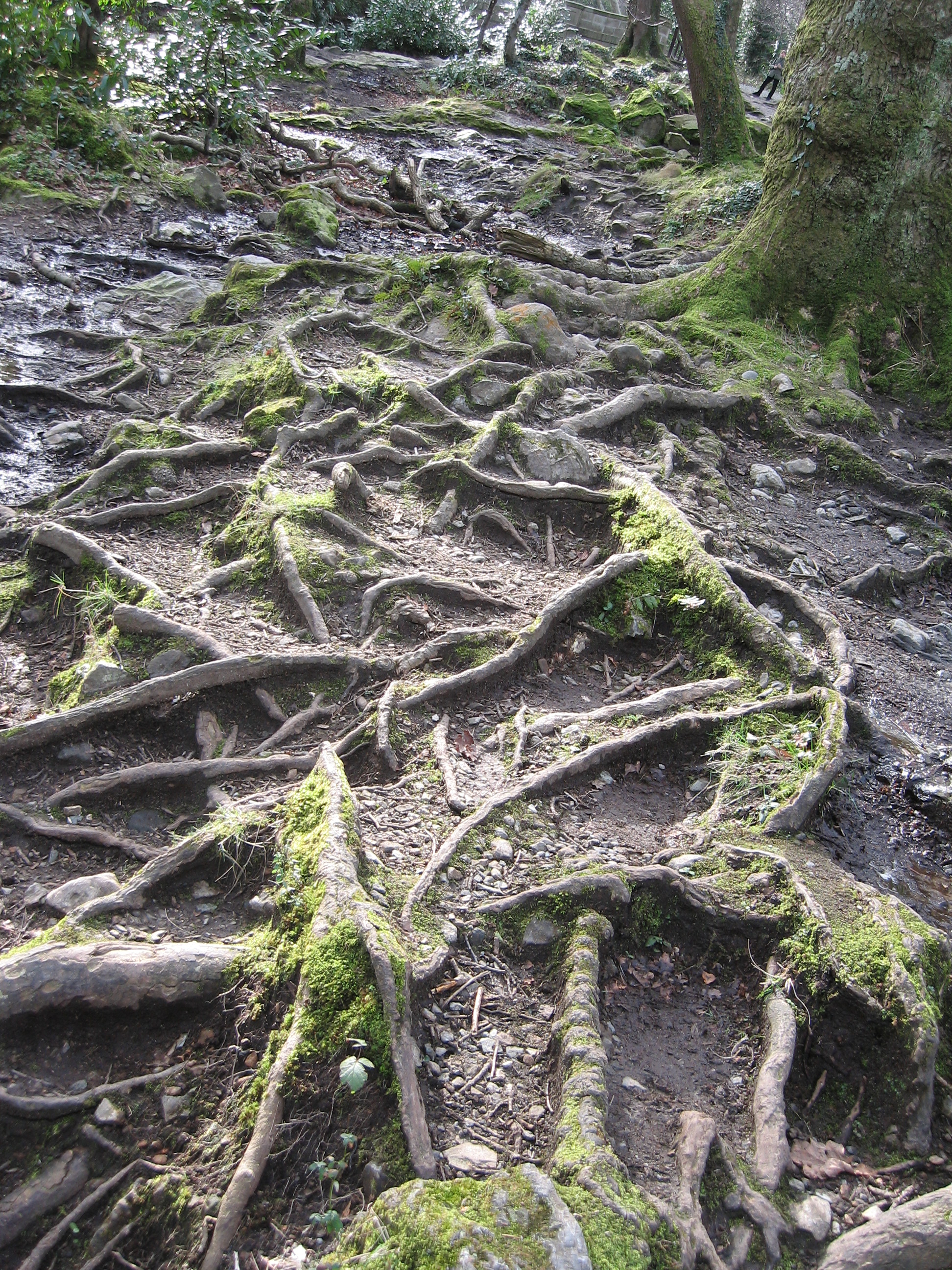
Rels limitant l'erosió

### Altres exemples

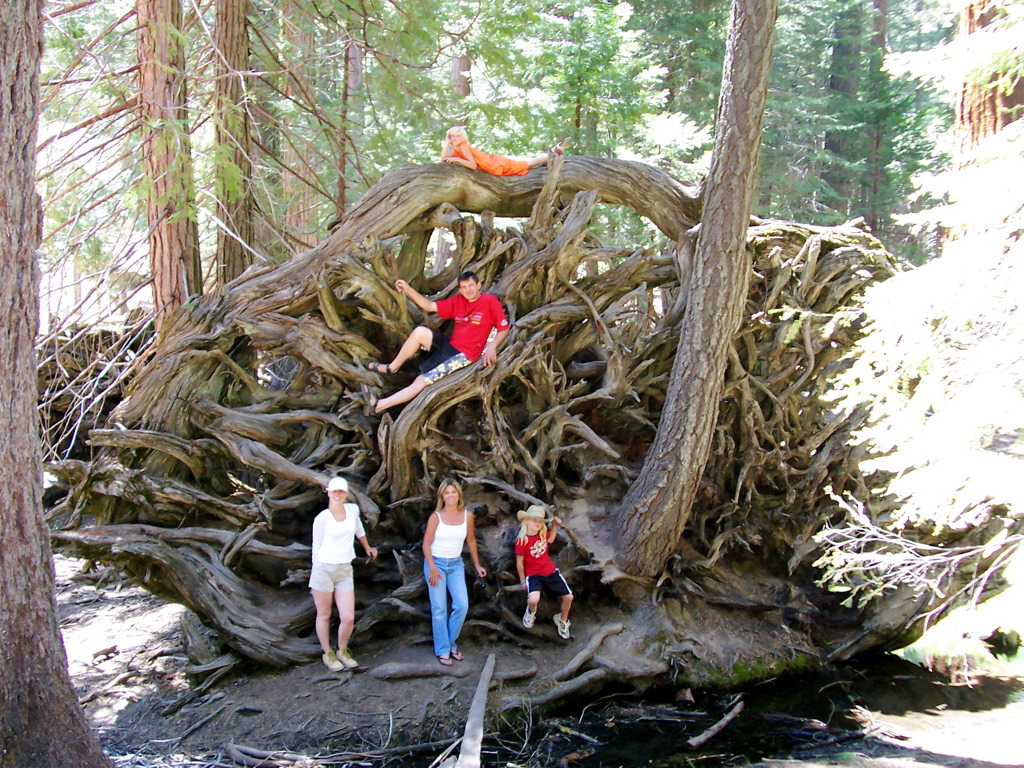
sequoia gegant
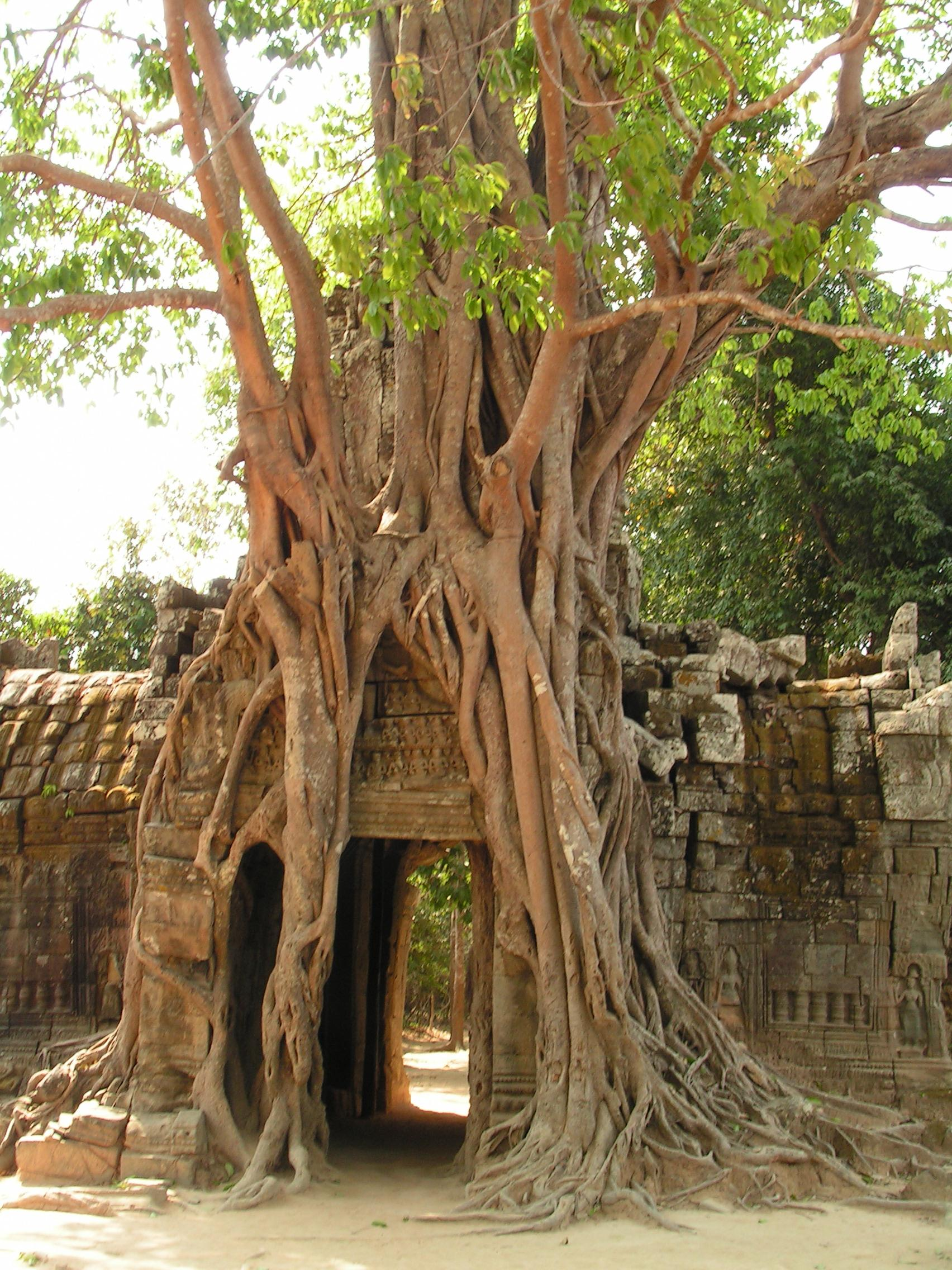
Rels al temple à Ta Prohm, Angkor, Cambodja
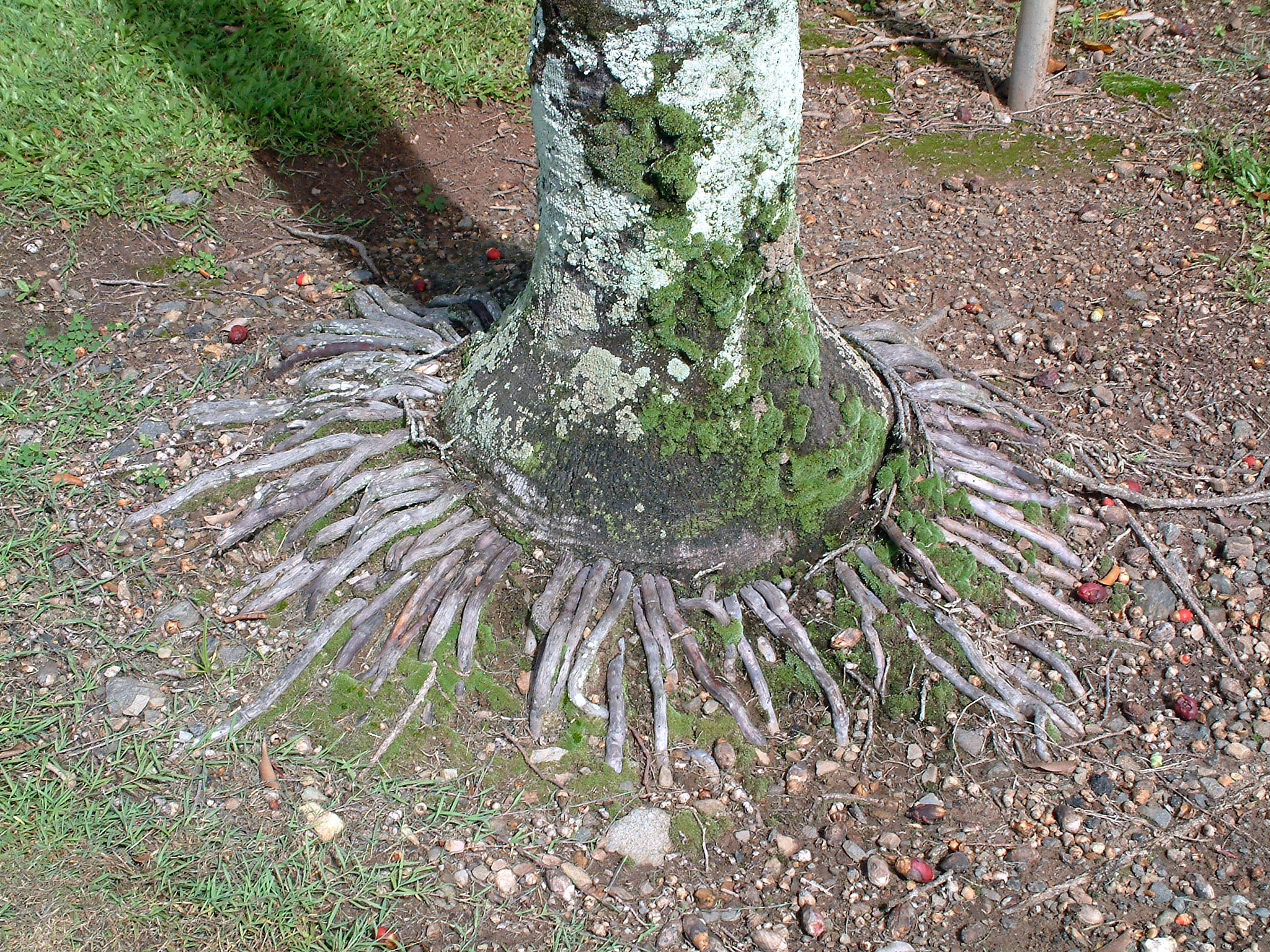
Rels de Wodyetia bifurcata
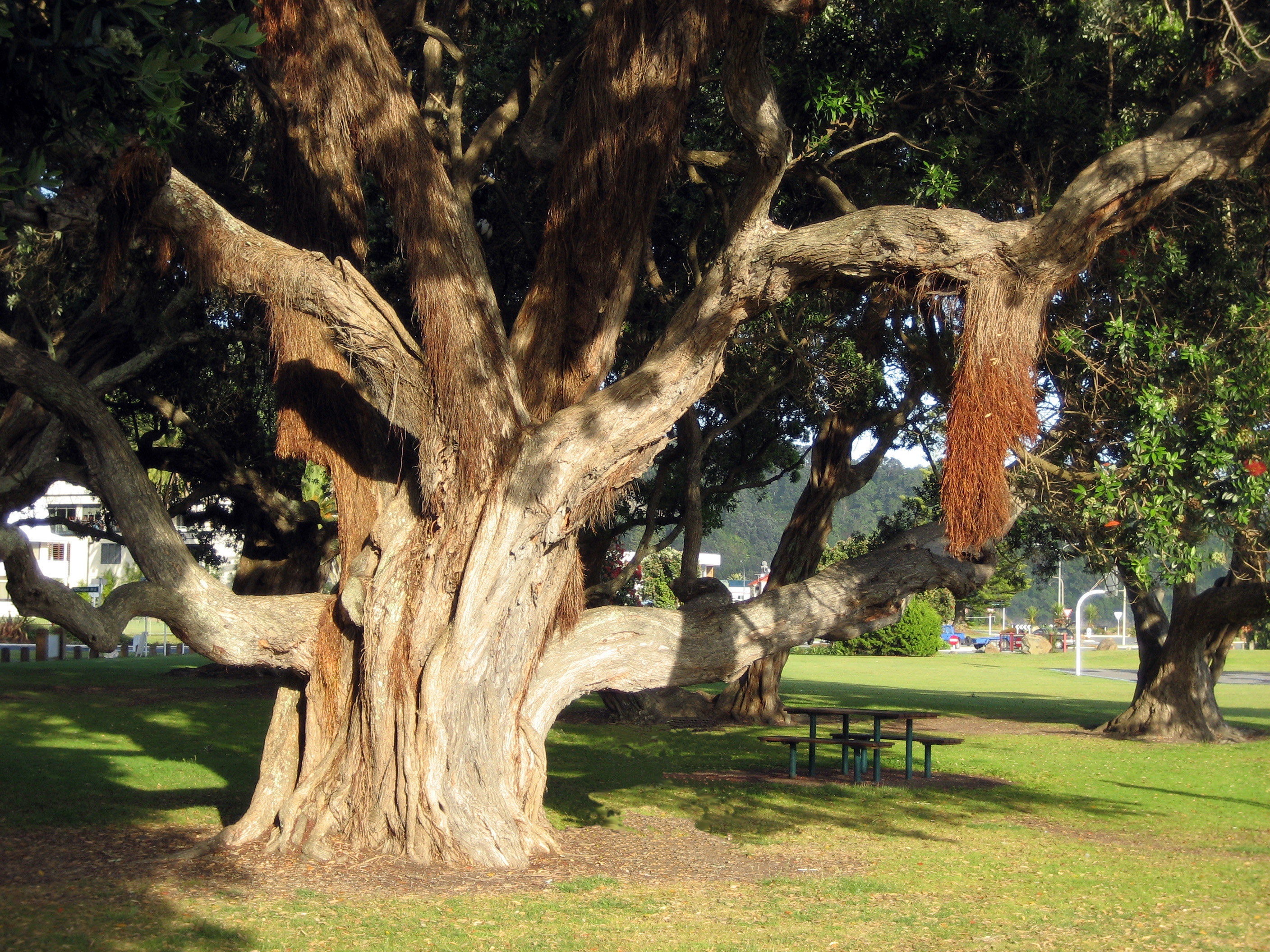
Rels aèries de (Metrosideros excelsa)
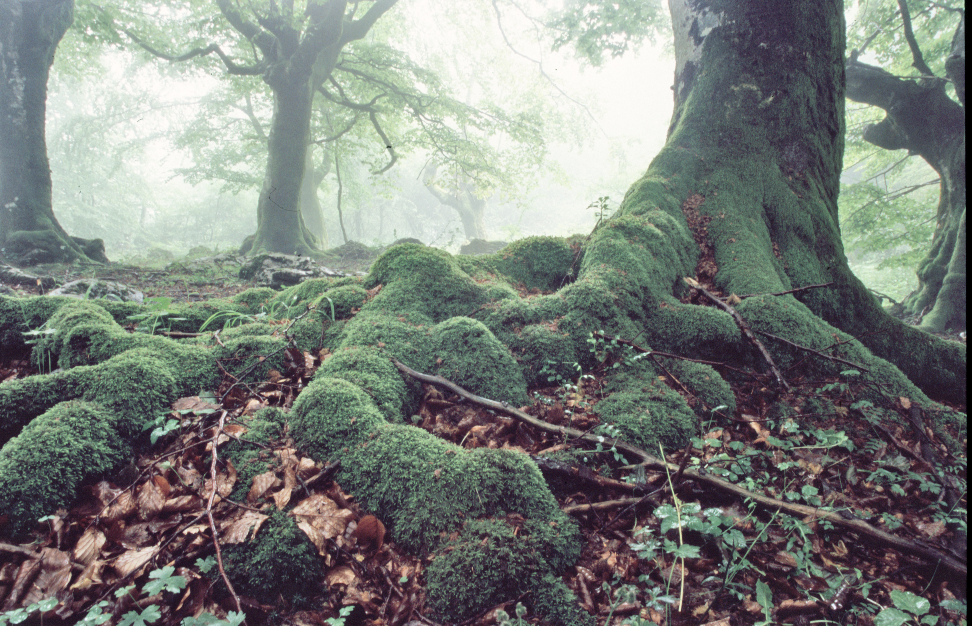
Rels de faig
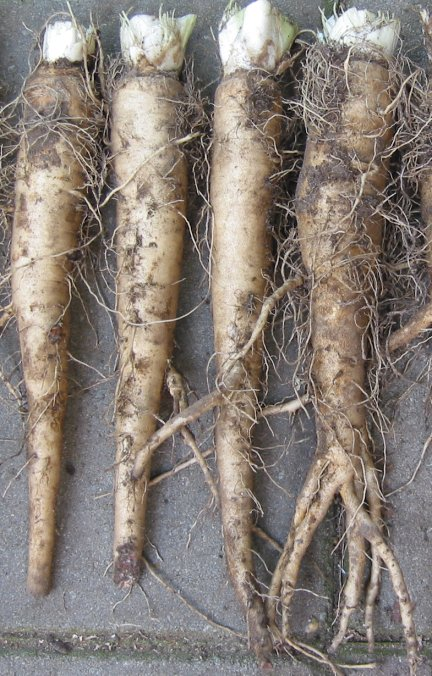
Arrels napiformes
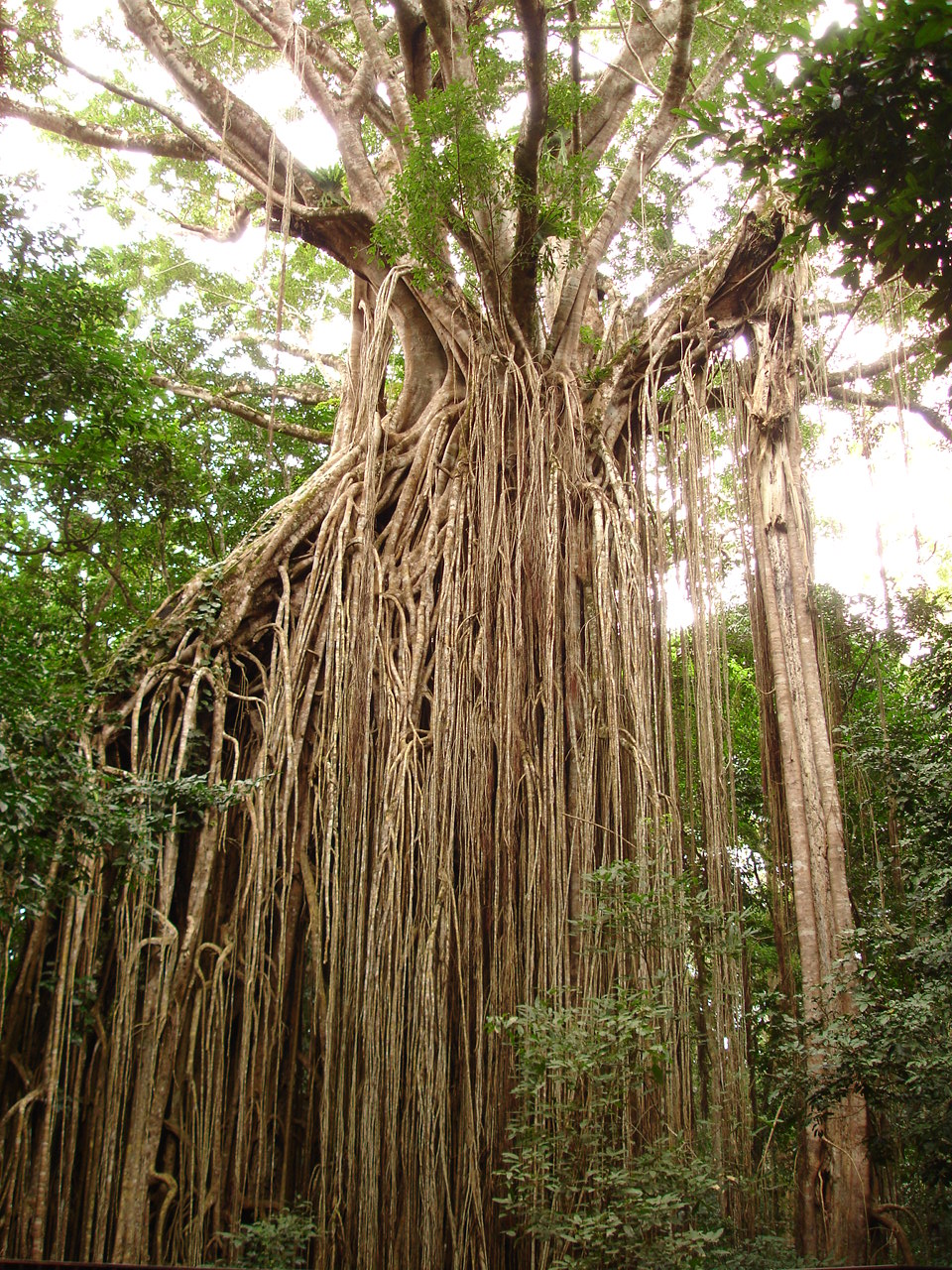
Rels aèries d'un Ficus a Austràlia
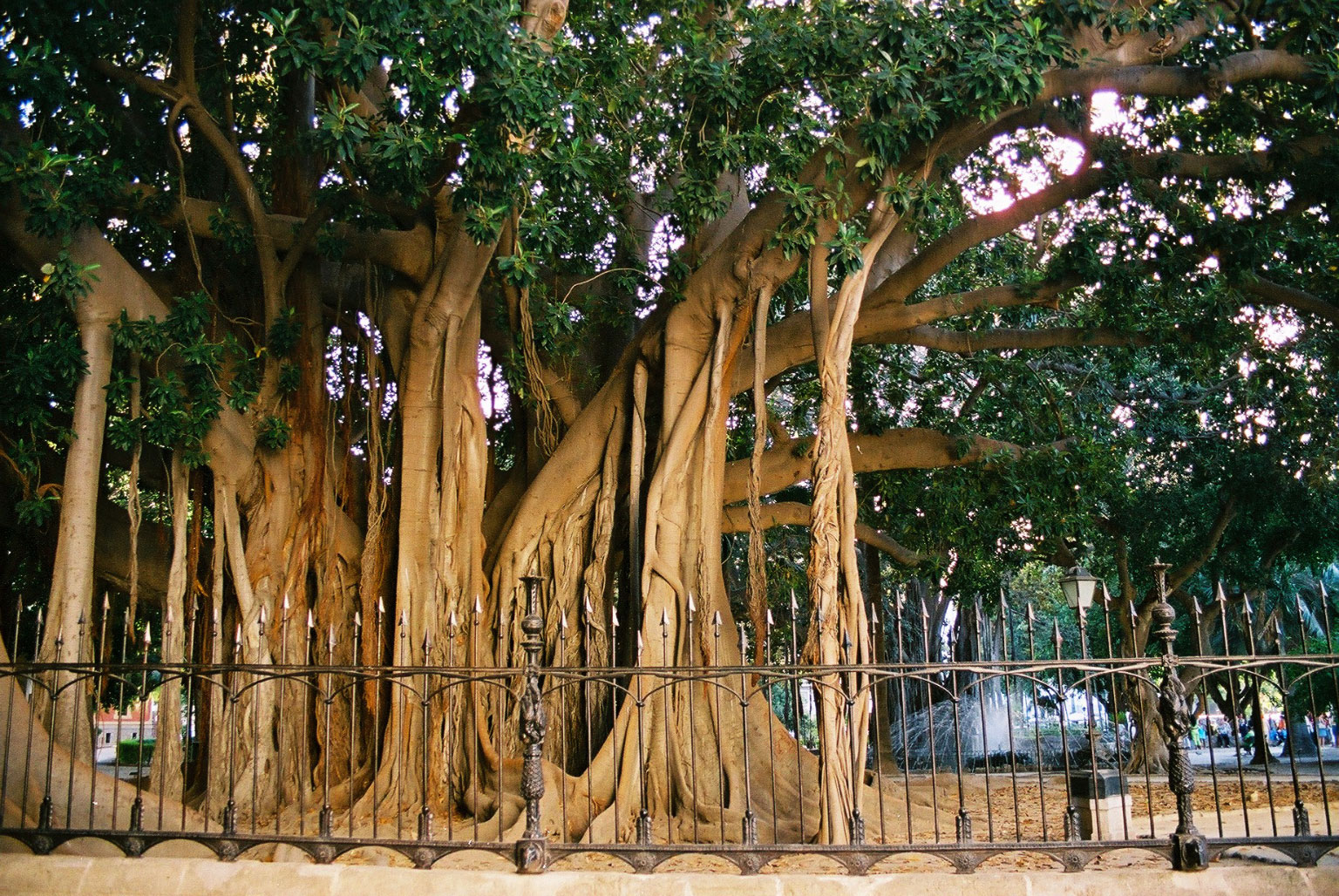
Rels aèries de Ficus macrophylla a Palerm
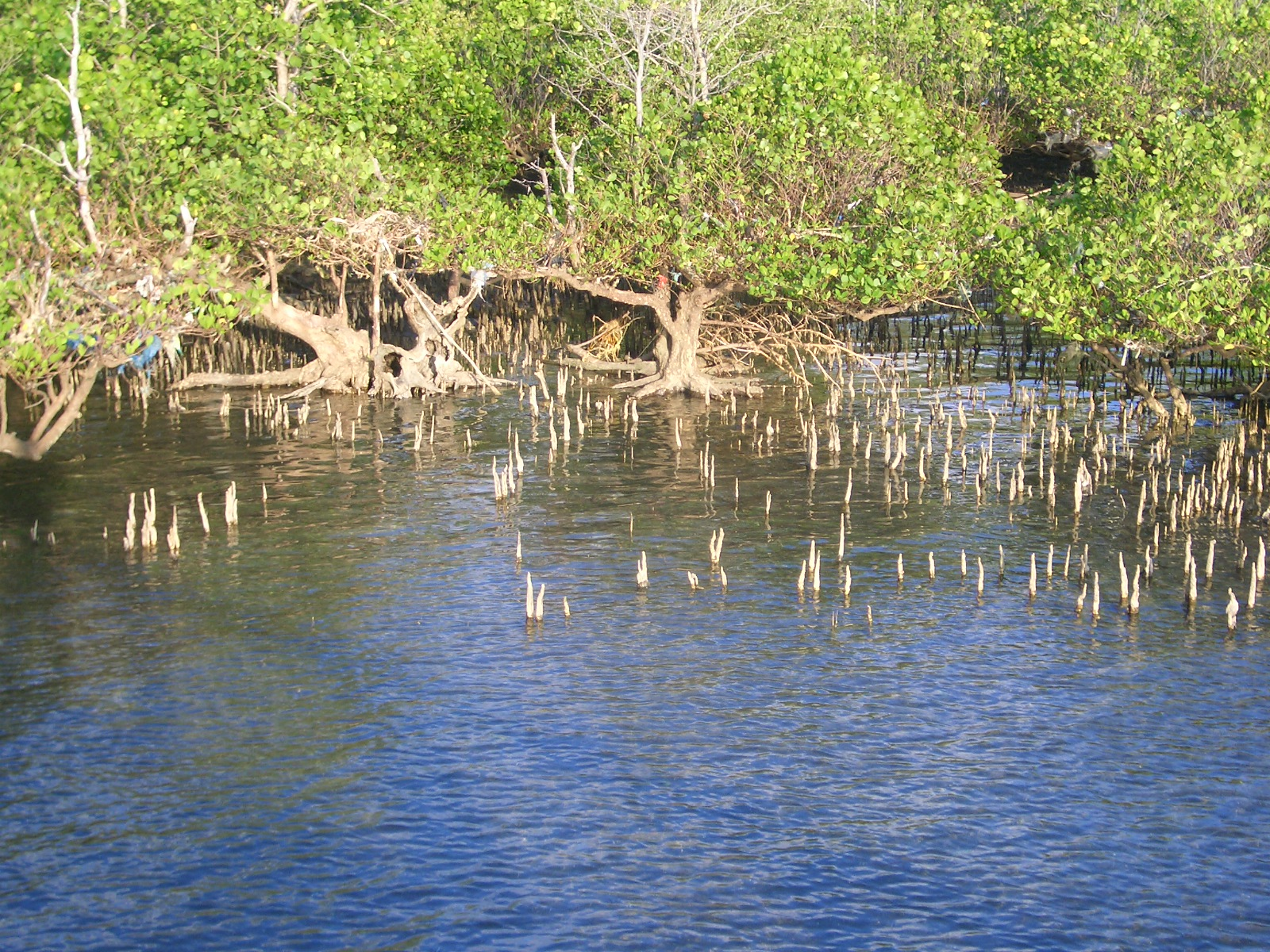
Manglars
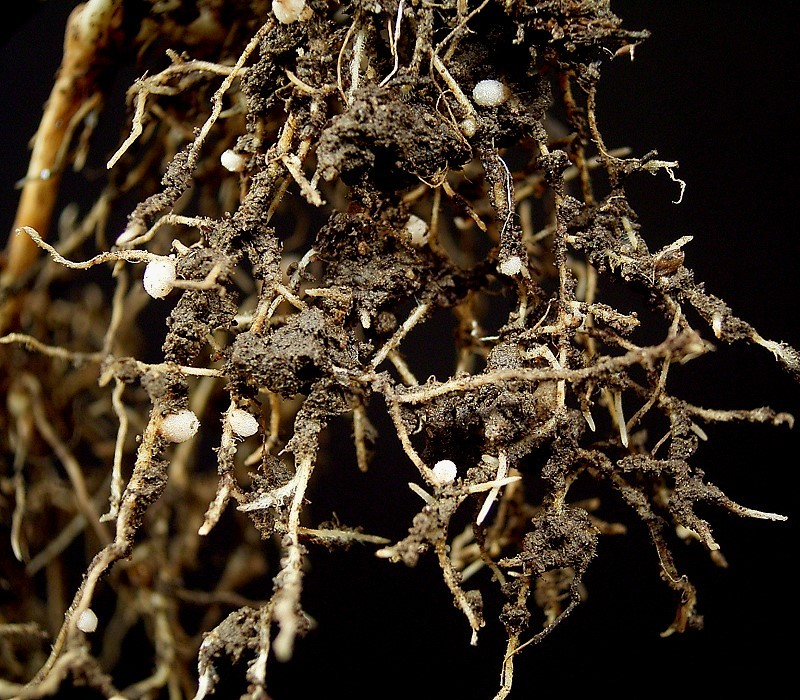
Nòduls a Vicia sepium
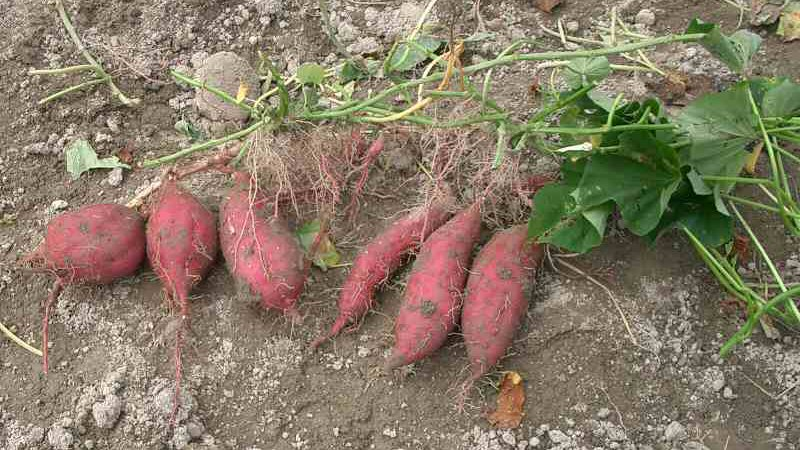
Arrels tuberoses
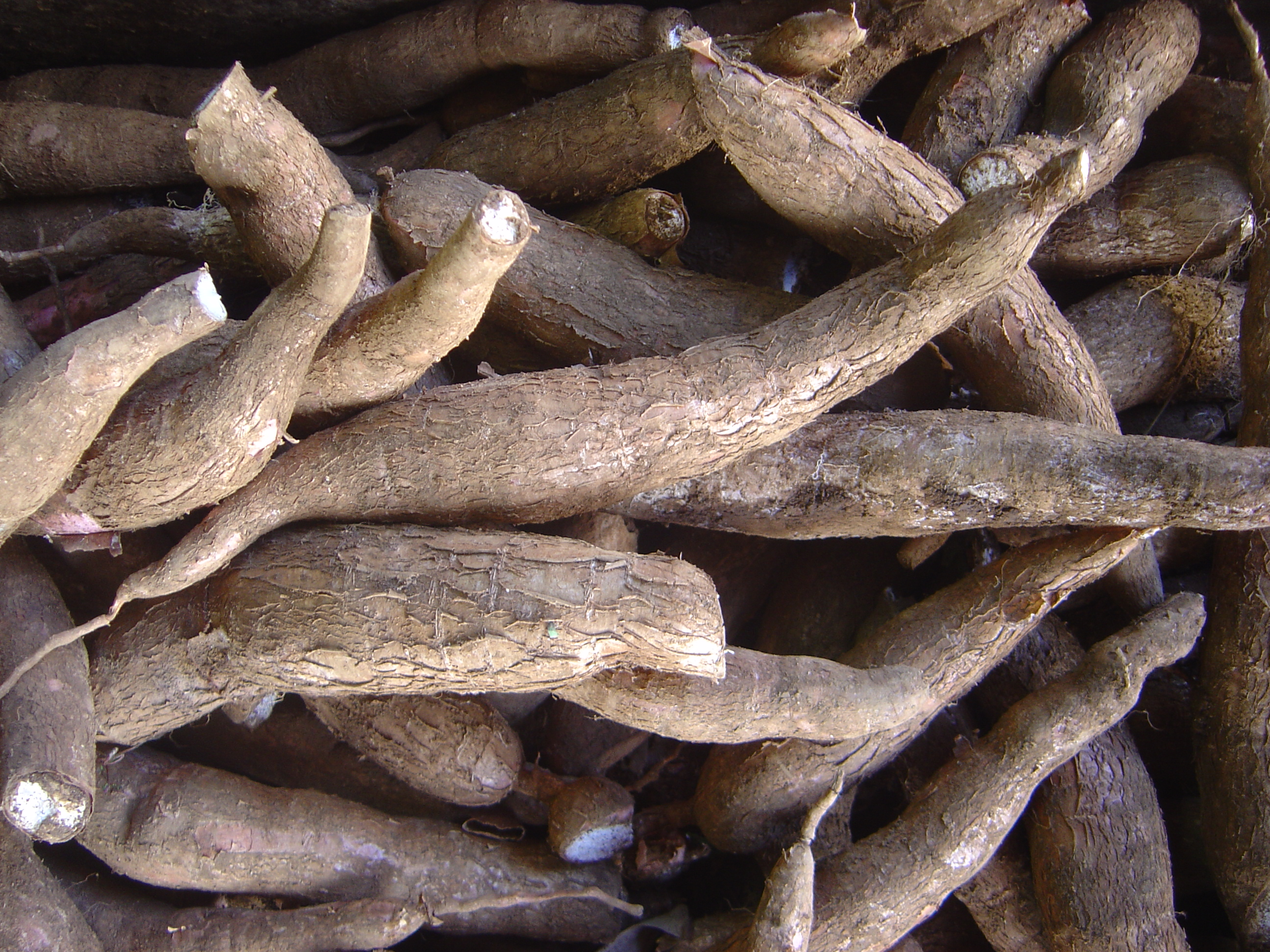
Manihot esculenta